# Budavári Palota
A Budavári Palota (németül Burgpalast, törökül Budin Kalesi vagy Budin Sarayi) Budapest egyik legfőbb kulturális és turisztikai központja, egyben a volt királyi palota. A Budai Várnegyed részeként 1987 óta része Budapest világörökségi helyszíneinek.
A gótikus stílusú királyi palota már az 1300-as évek közepétől épült és építése eltartott az 1400-as évek végéig, így Nagy Lajos, Zsigmond és Mátyás királyaink idején is mindvégig bővítették és díszítették a magyar uralkodók lakhelyét. 1541-től a törökök megszállásának idején a palota állapota romlásnak indult, és az 1686-os ostrom és visszafoglalás során is igen komoly károk keletkeztek a várban és a Várnegyed épületeiben egyaránt. A helyreállítás során már a barokk stílusjegyek érvényesültek, ám megmaradtak a gótikus és a reneszánsz stílus részei is. 1715-ben megkezdődött a palota bővítése egy kisebb méretű barokk kastéllyal, majd a 19. század végén Ybl Miklós és Hauszmann Alajos közreműködésével hozzáépült egy hátsó szárny, mellyel megkétszereződött a palota területe. A Mária Terézia-szárny Duna felé néző homlokzata is meg lett növelve és ekkor kapta meg a barokk és neobarokk kupoláját.
A palota épületében a szecessziós elemekkel díszített úgynevezett Krisztinavárosi-szárnyban 1985-től található meg az Országos Széchényi Könyvtár, valamint a palotában székel a Magyar Nemzeti Galéria és a Budapesti Történeti Múzeum, illetve annak részeként a BTM Vármúzeum is.

## Fekvése
A budai oldalon, Budapest I. kerületében, a Várhegyen található. A Szent György térrel és a történelmi lakónegyeddel együtt a Budai Várnegyedet vagy Budai várat, köznyelvben röviden „a Várat” alkotja.

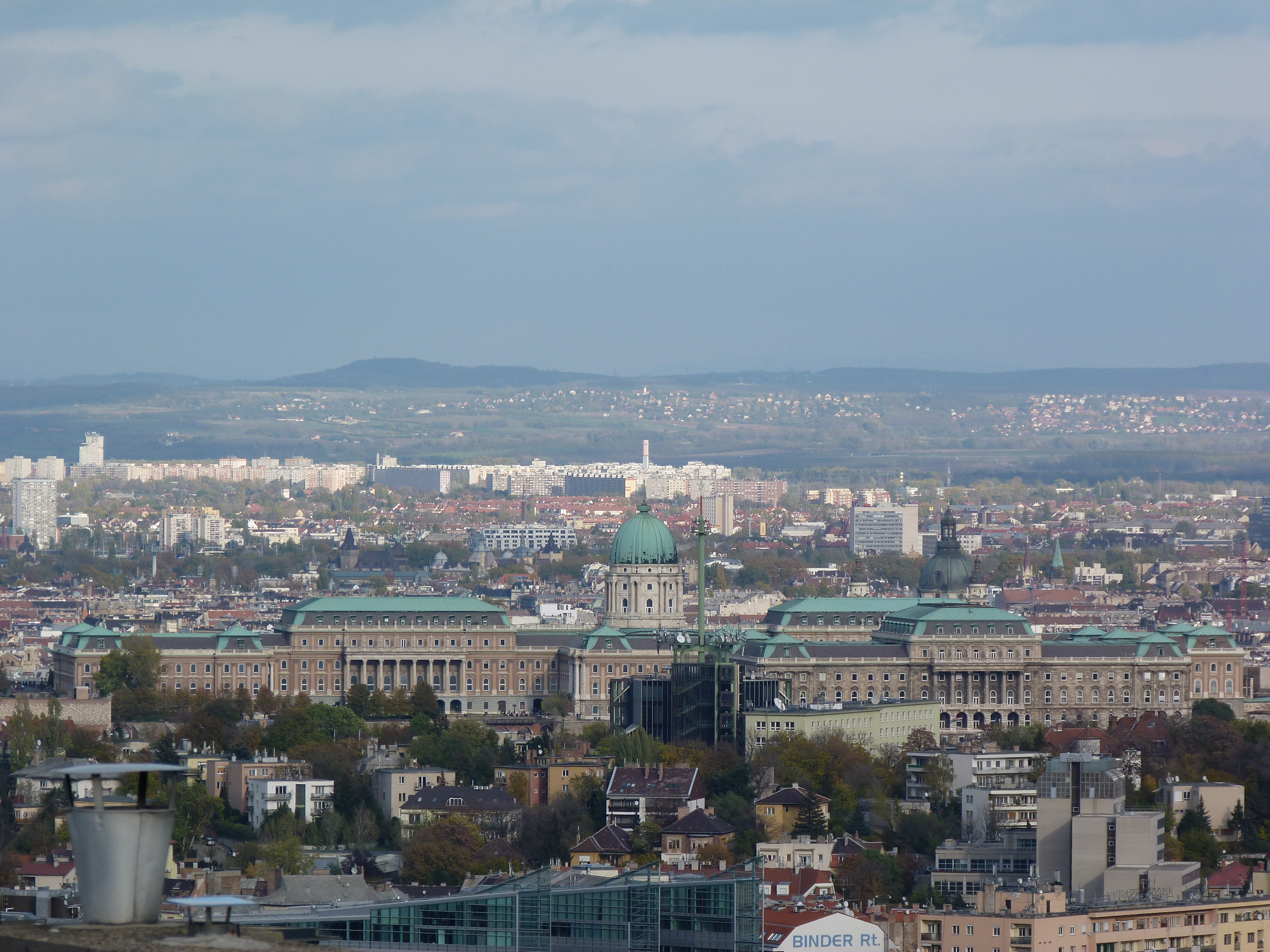
A Budavári Palota a Sas-hegyről. Háttérben a Vajdahunyad vára, (Városliget) mögötte Újpalota, a távolban pedig a Gödöllői-dombság

## Története

### Régészeti feltárások
Bár királyi székhelyeink sorában Fehérvár és Visegrád után csak harmadikként szerepel, Magyarország számára mégis nagy fontossággal bír. Megismerése és feltárása a második világháborúban lebombázott és elpusztult korábbi neobarokk királyi palota helyreállítását megelőzően került sor 1948-1963 között. A régészeti kutatások során kerültek napvilágra a középkori királyi székhely föld alá temetett és ez időben már teljesen elfelejtett részletei, többek között a királyi kápolna és a lovagterem is.
Számos kőfaragványt, pompás töredékeket, művészeti értékeket is rejtett és óvott a föld mélye, így ismertük meg 1974-ben a ma már világhírűvé vált gótikus szobrokat is. Az újkori palota helyreállítása hosszas vajúdás után csak 1959-ben indult meg ténylegesen. A középkori erődrendszer helyreállításával párhuzamosan a Palota déli szárnyában kapott otthont a Budapesti Történeti Múzeum, magába foglalva a középkori épületrészeket, míg kiállításain az addig csak leírásokból ismert fénykorának leleteit ismerheti meg a látogató. A többi újkori épületszárnyba a Kortárs Művészeti Múzeum, a Magyar Nemzeti Galéria és az Országos Széchényi Könyvtár került, így az egykori királyi, kormányzati székhely nemzetünk kultúrájának vált tárházává. Az épületegyüttes, iszonyatos pusztulásaival és ismétlődő megújulásaival, hitelesen tükrözi országunk történelmét, nemzeti sorsunkat.
A középkori vár pontos helyét és eredetét illetően azonban vita alakult ki, amely a Pilis-kutatás témaköréhez kapcsolódik. Egyes kutatók szerint ugyanis a jelenlegi épületegyüttes nem, vagy nem teljesen azonos a korabeli várral, amely a mostaninál sokkal kiterjedtebb volt, és attól északra helyezkedett el.

### IV. Bélától I. (Anjou Nagy) Lajosig
A tatárjárás után – 1243 körül – az újabb mongol betöréstől félő uralkodó, IV. Béla (1235-1270) az addig nagyrészt lakatlan budai Várhegy fennsíkját várfalakkal övezi. A városi kiváltságokkal felruházott település első lakosai magyar és német polgárok voltak, ekkor kezdik Buda, németül „Ofen” néven emlegetni. A régi Budát ezután Óbudaként különböztetik meg az új várostól. Az erődített városban még az Árpád-ház uralkodása idején királyi udvarhely, ún. „Curia” épült. Ennek helye mai ismereteink szerint nem határozható meg pontosan.
A mai palota helyén az első ismert épületeket a 14. század első felében emelték. Építtetője Károly Róbert (1308-1342) kisebbik fia, Anjou István herceg volt. A Várhegy déli platóján magasodó, öregtoronyból, dongás pincékből és palotaszárnyból álló, a kortársak által „István-várnak” nevezett épület uralkodói székhellyé történő kiépítését I. (Nagy) Lajos (1342-1382) kezdte meg.
Bár a király első időben Temesvárott, majd Visegrádon tartotta udvarát, az 1360-as években a budai építkezések már előrehaladott állapotban voltak, amint azt a korabeli oklevelekből ismerjük. A palotát észak felé bővítették ekkor, ennek emlékét őrzi a gótikus királyi Várkápolna fennmaradt alsó szintje is. Az Árpád-kori erődrendszert is növelték, ekkor épült a Dunára néző keleti falszoros, valamint a folyóig húzódó, a víz felhordását biztosító és a kereskedelmi utakat illetve a kikötőt ellenőrző fal is.

### Zsigmond korában

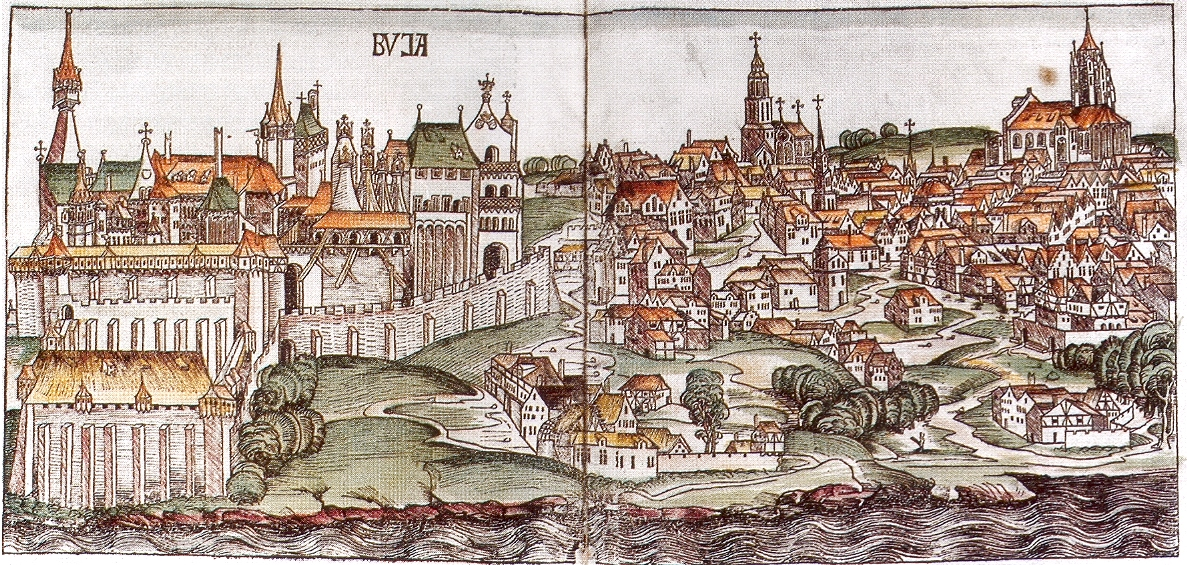
Buda látképe egy 1493-as illusztráción (balra a vár)

Bár Luxemburgi Zsigmond uralkodása alatt szinte folyamatosan úton volt, s gyakran járta be országát vagy tartózkodott huzamosabb ideig külföldön, mégis nagy gondot fordított arra, hogy tovább építse az Anjouktól örökölt székhelyeket. Uralkodása első tizenöt évében Budán és Visegrádon tartotta udvarát. Mindkét helyen már uralma legelején építkezésekbe fogott.
Budán a Duna felé néző keleti oldalon húzódó építménysorral párhuzamosan egy új, nyugati szárny felépítésével lezárta az addig nyílt teret. Az új épület belső homlokzata oszlopcsarnokos volt, trapéz alakú díszudvarán szoborfejekkel díszített kút épült. Az így kialakult udvar északnyugati sarkán, szorosan a nyugati szárnyhoz kapcsolódva nagy lakótorony épült.

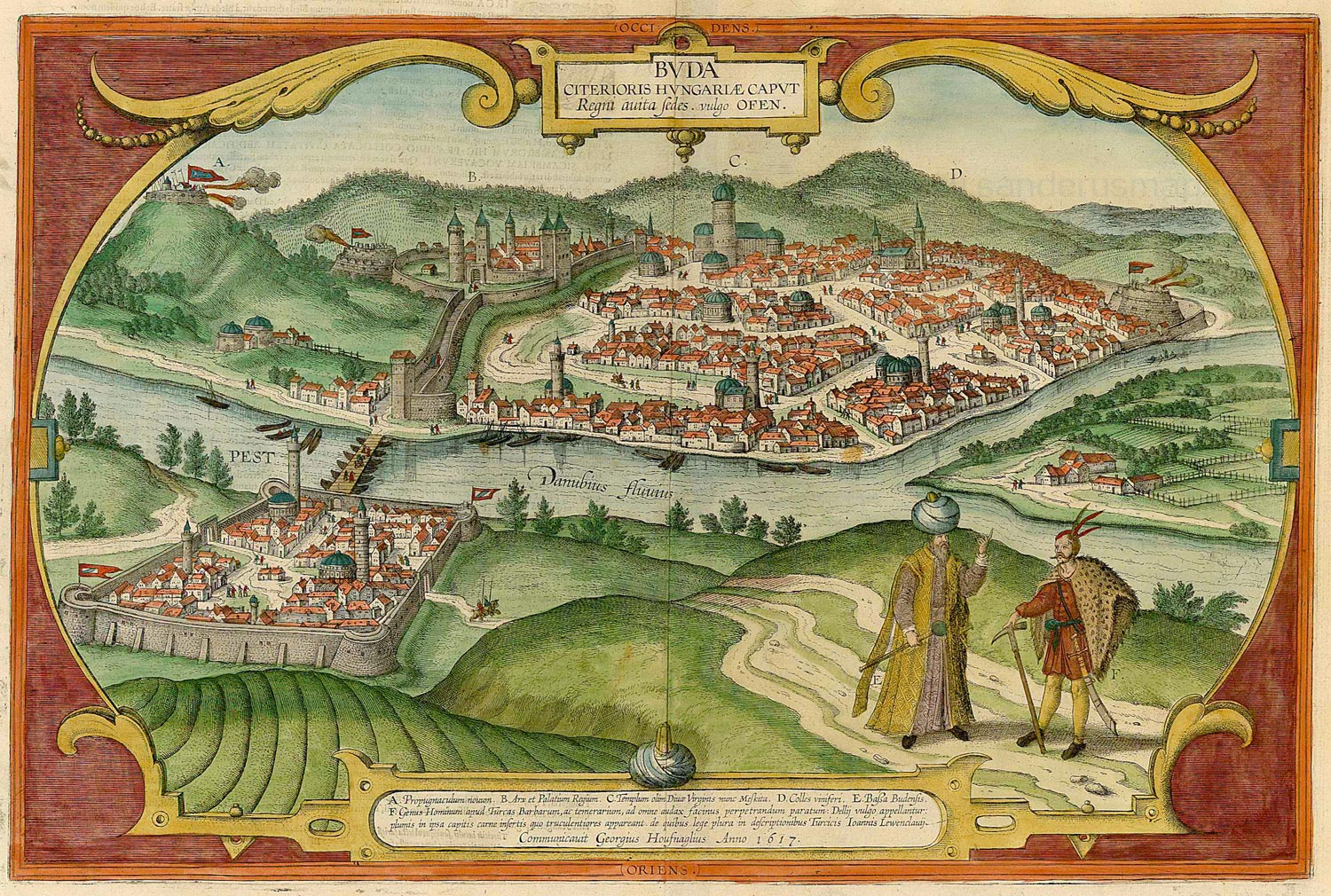
Buda látképe Georg Houfnagel holland festő színezett rézmetszetén 1617-ből

A nagyjából négyzet alaprajzú torony egy-egy oldala 36 méter hosszú volt, falai négy méter vastagok voltak, s hat helyiséget zártak körül, melyeknek válaszfalai is majdnem két méter vastagságúak voltak. Zsigmond apjának, IV. Károly német-római császár karlsteini öregtornyának mintájára épült, s itt őrizték a császári hatalmi jelvényeket. Azonban a torony befejezetlen maradt, ezért Bonfini korában Csonka-torony néven emlegették.
A várat a várostól elválasztó száraz árok mentén húzódott az új palota, mely a vár legészakibb épülete volt. Friss-palotának nevezték el, utalva ezzel késői keletkezésére. Legnevezetesebb tere egy valószínűleg fadongával fedett római lovagterem volt. Már 1424-ben készen állhatott, mintegy 70 méter hosszú és 17,5 – 20 méter széles, kéthajós terem, boltozatát nyolc oszlop tartotta. Ezen kívül több lakosztály és egy nagyobb, fűthető terem (hypocaustum) is helyet kapott. Homlokzatára a késő francia gótika nyomta rá bélyegét: ajtó- és ablakkeretei, erkélyei és folyosói a 15. századi gótikus profán építészet kiemelkedő alkotásai.
Az építkezés mellett gondolni kellett a vár vízzel való ellátására is. Hartmann, nürnbergi csőkovácsmester munkájának eredményeként 1416-ra a víz Budán feljutott a hegyre. Nagyjából ekkorra érlelődhetett a várhegy legdélibb részének átalakítási terve, aminek eredményeképpen a Nagy Lajos-kori épületegyüttes – az István-torony bevonásával – tömör szerkezetet nyert. A teljessé lett királyi palotának a Friss-palota megépülésével létrejött második udvarában Zsigmond aranyozott bronzszobra állott, feltehetőleg a Nagyváradról Budára került bronzöntő műhelyek alkotása. Sajnos azonban ez a szobor nem maradt fenn az utókor számára.
A budai építkezésekkel nagyszabású szobrászi díszítés darabjai függnek össze: közöttük előkelő lovagoknak, királyi dámáknak és főpapoknak feltehetőleg portrénak szánt alakjait és kísérőiket, udvari lovagjaikat és címertartó csatlósaikat ismerhetjük meg, valamint a Szűzanyának, az apostoloknak és a szenteknek nagyobb sorozatát.
A Friss-palota azonban nem fejeződött be az eredeti elképzelés alapján, mert az 1420-as évek vége felé Zsigmond úgy döntött, Buda helyett ezentúl inkább Pozsonyt részesíti előnyben.

### A palota virágkora Mátyás alatt

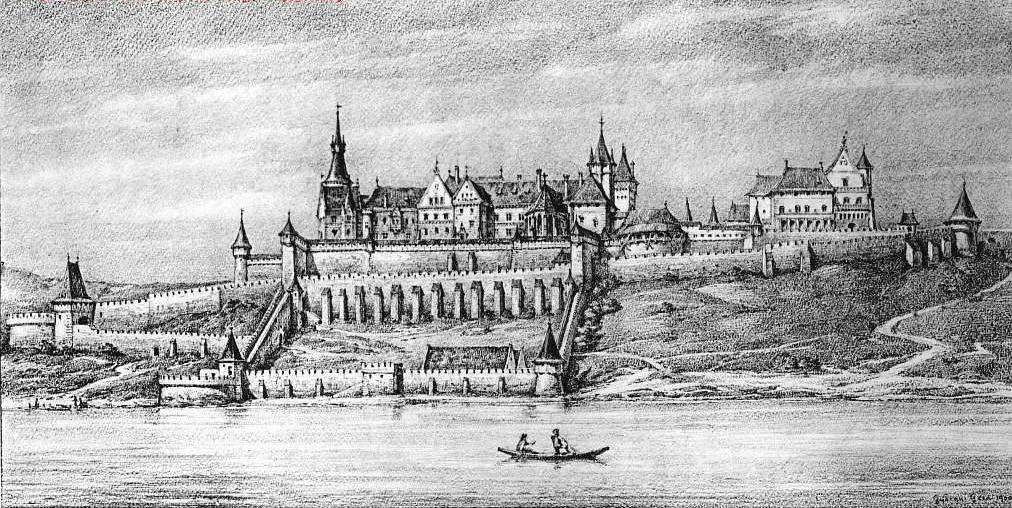
Buda látképe a 16. században (Györgyi Géza grafikája korabeli feljegyzések és rajzok alapján, 1900)

Buda fénykorának csúcsát Hunyadi Mátyás (1458–1490) uralkodása idején élte meg. Jelentős bővítésére nem, de átépítésére, gazdagítására nagy súlyt fektetett a király. Az európai udvarok közül szinte itt honosodott meg elsőként az Itáliában született reneszánsz építészeti stílus, majd innen terjedt tovább északnak, Prága és Krakkó felé. Meghonosítása elsősorban annak köszönhető, hogy 1476-ban Mátyás a nápolyi király leányát, Beatrixot vette feleségül, s vele a kor kiváló építészei, szobrászai, s egyéb művészei érkeztek Itáliából. Ez időben létesült Mátyás világhírű könyvtára, a Bibliotheca Corviniana. A pompás díszítésű corvinák azóta szétszóródtak szerte a világban, híres gyűjtemények féltett kincseként emlékeztetve létrehozójukra. Mátyás pompás könyvtárépületének, lakosztályainak fényét a korabeli leírásokon túl csak a föld alól kiásott töredékek őrzik. Építkezései közül ma már csak egyetlen részlet látható: az egykori víztároló – Cisterna Regina – hatalmas belső tere, amelynek tetején egykor fényes függőkertek voltak. A királyi székhely ez időben nemcsak a művészeteknek, de a tudományoknak is nagy hírű otthona. Történészek, csillagászok, tudósok népesítik be az udvart, ennek köszönhető ismereteink nagyobb része.

### A hanyatlás és a török hódítás kora
A virágzás Mátyás király halálával megszakadt, s a Jagellók királysága idején (1490-1526) már jelentős építkezések nem történtek.
Befejeződött az északi előudvar elválasztása a várostól, a hatalmas zárófal a Koldus-kapuval ez időben nyerte el végleges formáját. A Jagellók utáni korszak (1526-1541) már egyértelműen a hanyatlás ideje. A mohácsi csata hírére a királyi udvar fejvesztve menekül el Budáról. Bár a kettős királyság (Habsburg Ferdinánd és János király) idején az erődítéseket korszerűsítik, de ezek a fejlesztések nem pótolták azt az erőt, amit korábban az egységes magyar állam jelentett. A királyi székhely komolyabb ostrom nélkül 1541. augusztus 29-én a törökök birtokába került, s ekkor végképp megpecsételődött a sorsa. A törökök a palota állapotával különösebben nem foglalkoztak, csak kisebb átépítéseket eszközöltek, ami az iszlám szokásoknak megfelelően történt. Ez által néhány évtized alatt az európai hírű királyi városból egy közel-keleti stílusú bazárváros lett, amelynek látképét szervesen meghatározta a minaretek sokasága és a müezzinek imára hívó hangja. A keresztény Habsburg-magyar hadak ennek ellenére többször is megpróbálták visszafoglalni Budát. Ennek során 1578-ban és 1686-ban lőporrobbanások által semmisült meg a középkori királyi palota legnagyobb része.

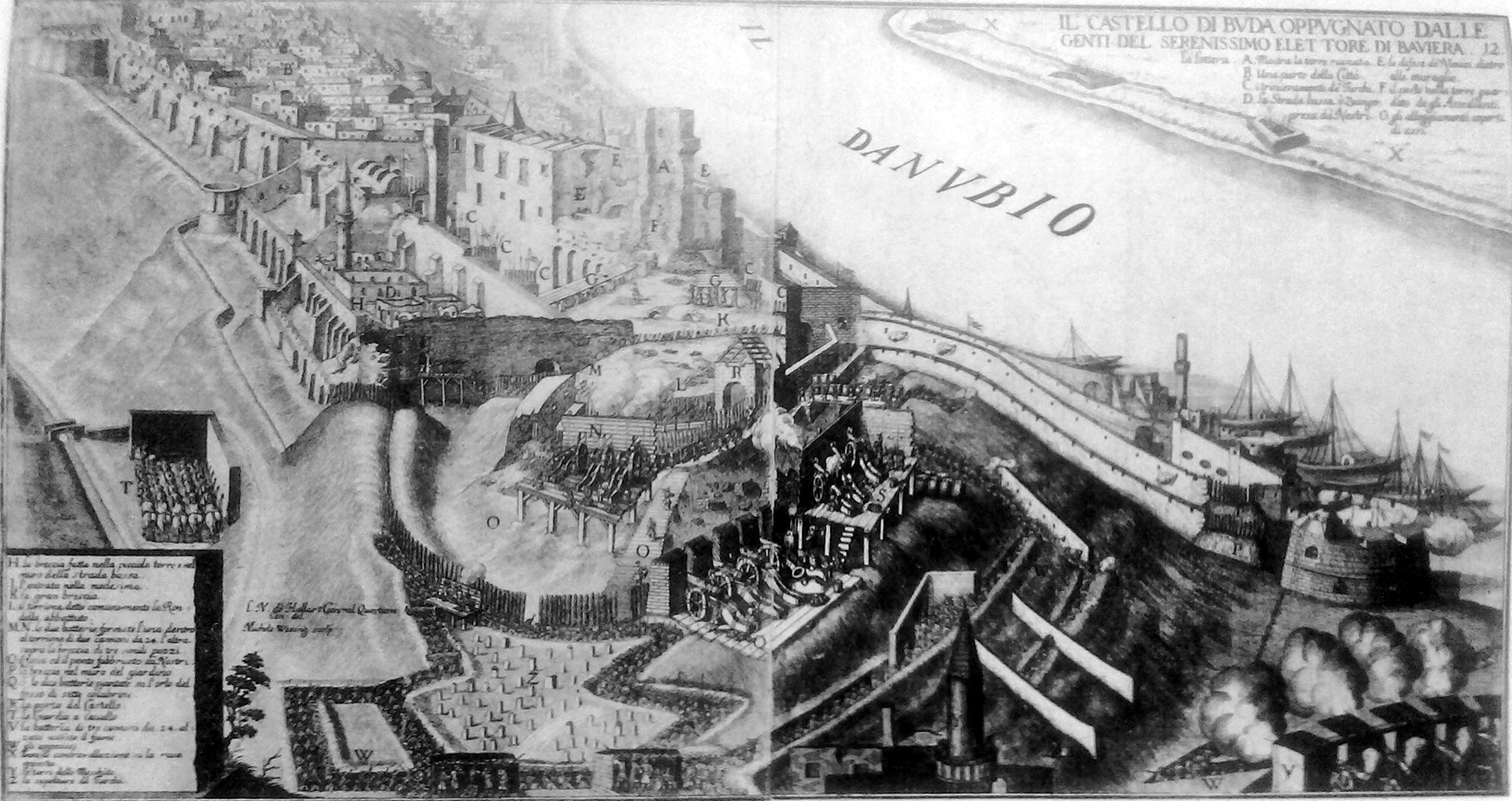
Korabeli rézmetszet Buda 1686-os ostromáról

### A török kiűzése és az újjáépítés
1686 szeptemberében többhetes ostrom után az egyesült keresztény seregek Lotaringiai Károly császári hadvezér irányítása alatt sikeresen visszafoglalták Buda várát a töröktől. Csakhogy a sikeres ostromnak nagy ára volt: az egykori királyi székhely gyakorlatilag teljesen megsemmisült. A még részben épen maradt épületeket elbontották, majd a romokra az első kis méretű palotát 1714-23 között építették fel. Az új, ún. Mária-Terézia-palota 1760 táján készült el. Kezdetben az Angolkisasszonyok székháza, majd 1779-1789 között a Nagyszombatról Budára költözött Nagyszombati Egyetem otthona. Ezt követően a nádori család lakja.

### A szabadságharc alatt
A császári csapatok 1849. január 5-én vonultak be a magyar kormány által kiürített Budára. A palota parancsnokságát Hentzi osztrák főparancsnok vette át.
Hentzi főparancsnok később innen is lövette a reformkori pesti rakpartot. A magyar honvédsereg 1849. május 21-én foglalta el a várat, a tavaszi hadjárat részeként.

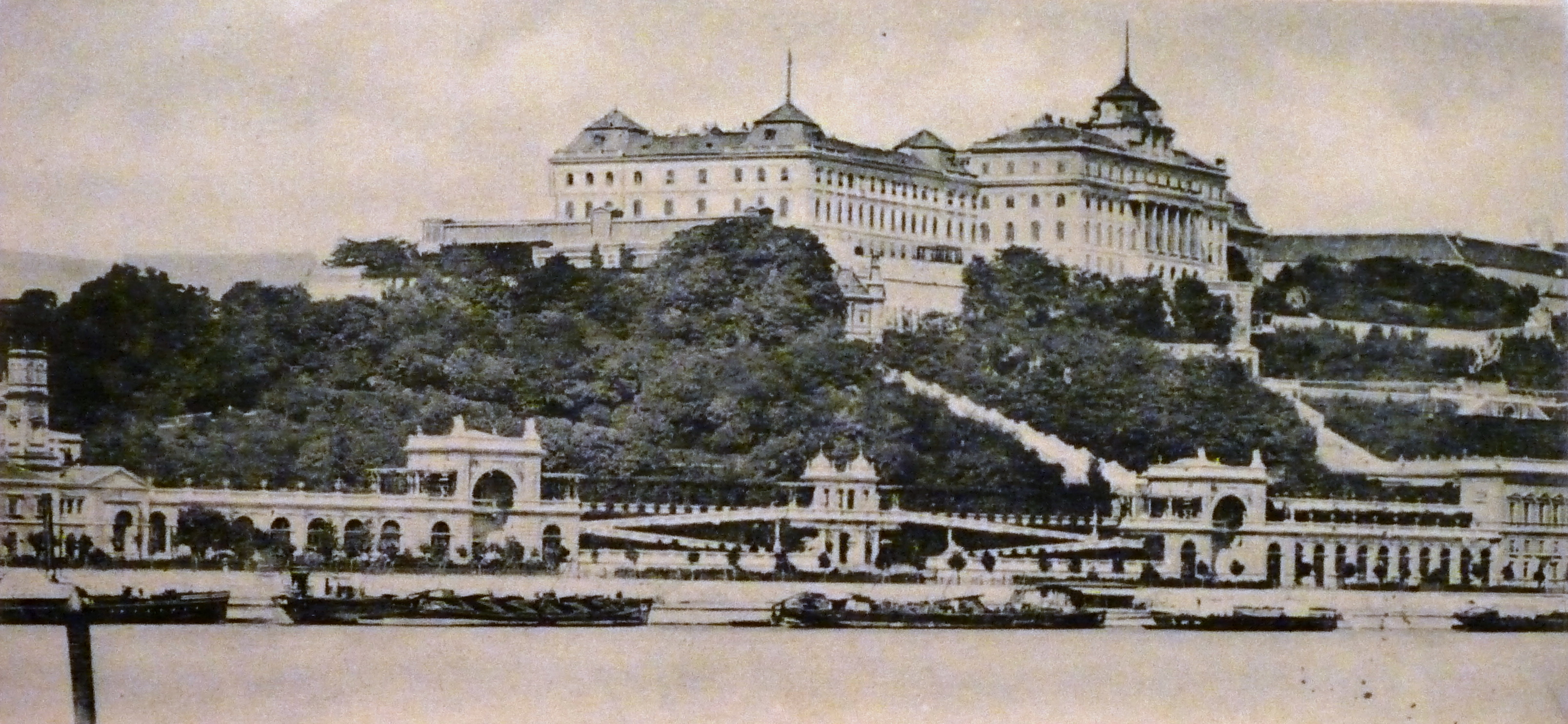
A palota az 1880-as években, az átépítése előtt

### Az Osztrák–Magyar Monarchia s a századforduló idején
A palota átépítését 1890-ben előbb Ybl Miklós tervei alapján kezdték el, majd 1891-ben bekövetkezett halála után Hauszmann Alajost kérték fel a nagyszabású bővítések áttervezésére s kivitelezésére. Ybl Miklós eredeti terveiből a Krisztinavárosi-szárny (ma OSZK) valósult meg. Hauszmann Alajos a Mária Terézia-szárny tömegét megkétszerezte, a Duna felé eső, 304 méter hosszú homlokzat közepére új, neobarokk jellegű kupolát tervezett. Eme homlokzat ezzel 36 méterrel hosszabb lett az Országházénál. Kisebb változtatásokkal, de az egész épületegyüttesen lemásolta a Mária Terézia-szárny homlokzati szerkezetét. Az átépítés 1905-re készült el.
Az épületben több mint 1000, gazdagon díszített terem volt, valamint Versailles után Európa második leghosszabb, 200 méter hosszú enfilade-ja (anfilád), azaz térláncolata.
Híres termei:
- Mária Terézia-szárnyban a rokokó stílusú terem
- A Nagy Táncterem, a maga 724 négyzetméteres alapterületével és 15,5 méteres belmagasságával (a Hauszmann  tervezte, mai B épületben)
- A Buffet-csarnok
- A Habsburg-terem (egykor a kupola alatt helyezkedett el)
- Az Ybl Miklós által tervezett neoreneszánsz lépcsőház a krisztinavárosi szárnyban.
- A Szent Jobb kápolna (mozaik oltárképét Lotz Károly tervezte)
- A Vártemplom
- Szent István terem a déli összekötő szárnyban
- Corvin terem a krisztinavárosi szárnyban

Az épületet Ferenc József király avatta fel, azonban az épületben ő maga ritkán aludt, így budapesti rezidenciaként nem működött.

### Az I. világháború után
A két világháború között Horthy Miklós kormányzó rezidenciája volt 1924 után.

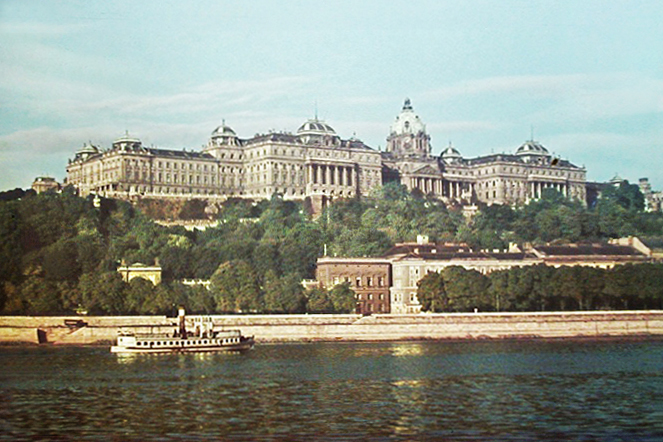
A palota az 1930-as években (színes)
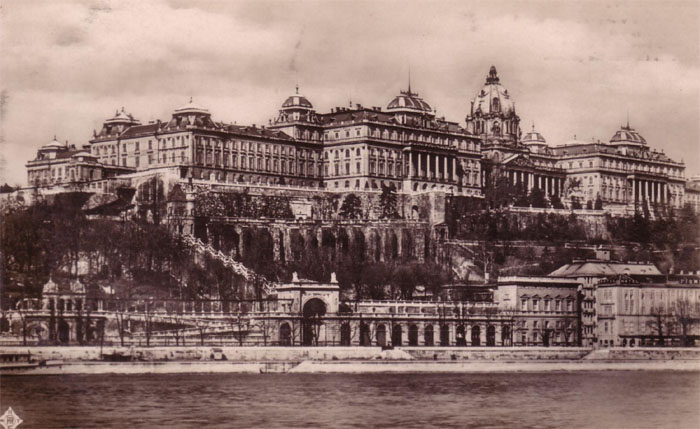
A palota az 1930-as években
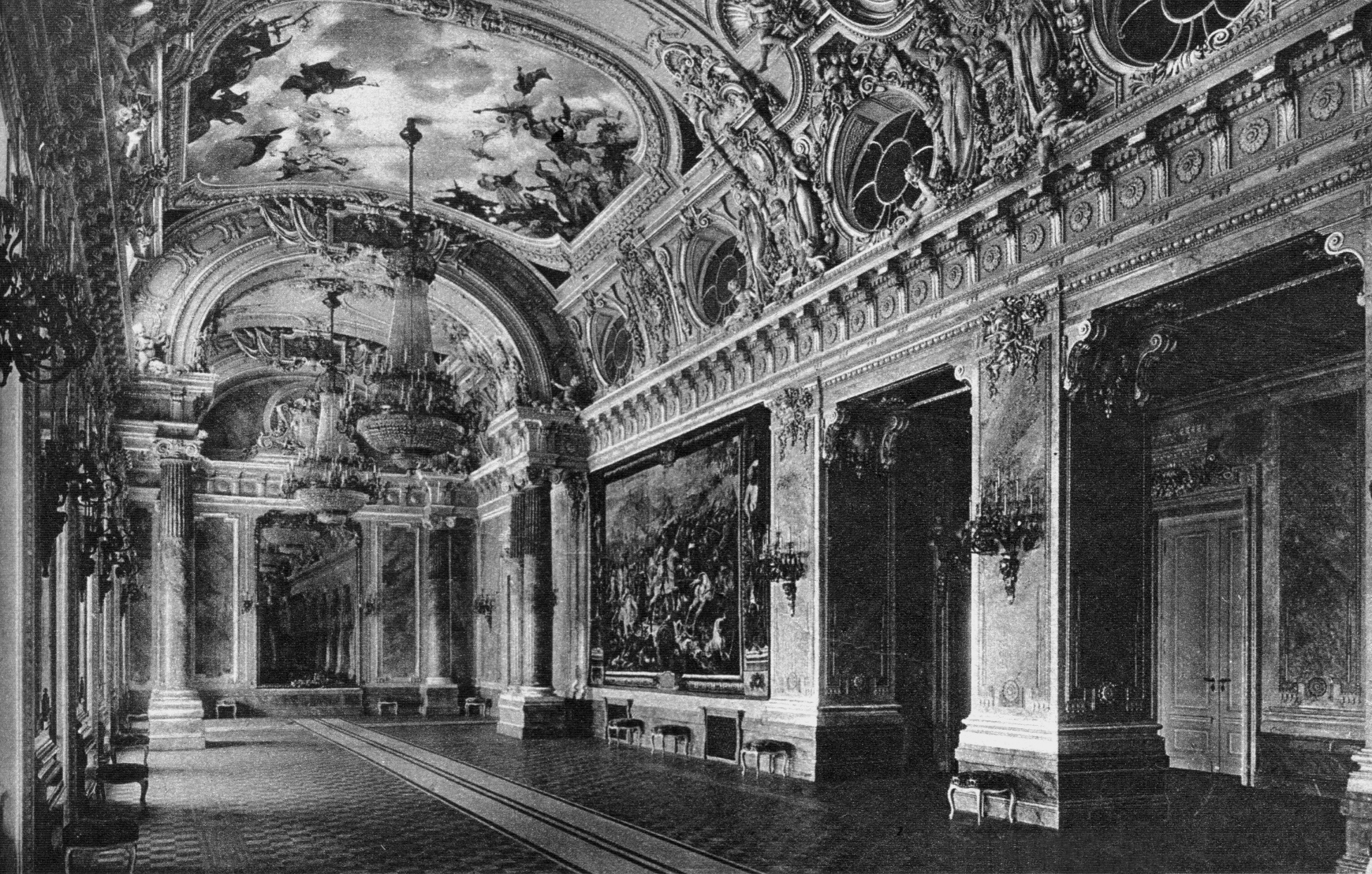
A magyar királyi vár ünnepi terme
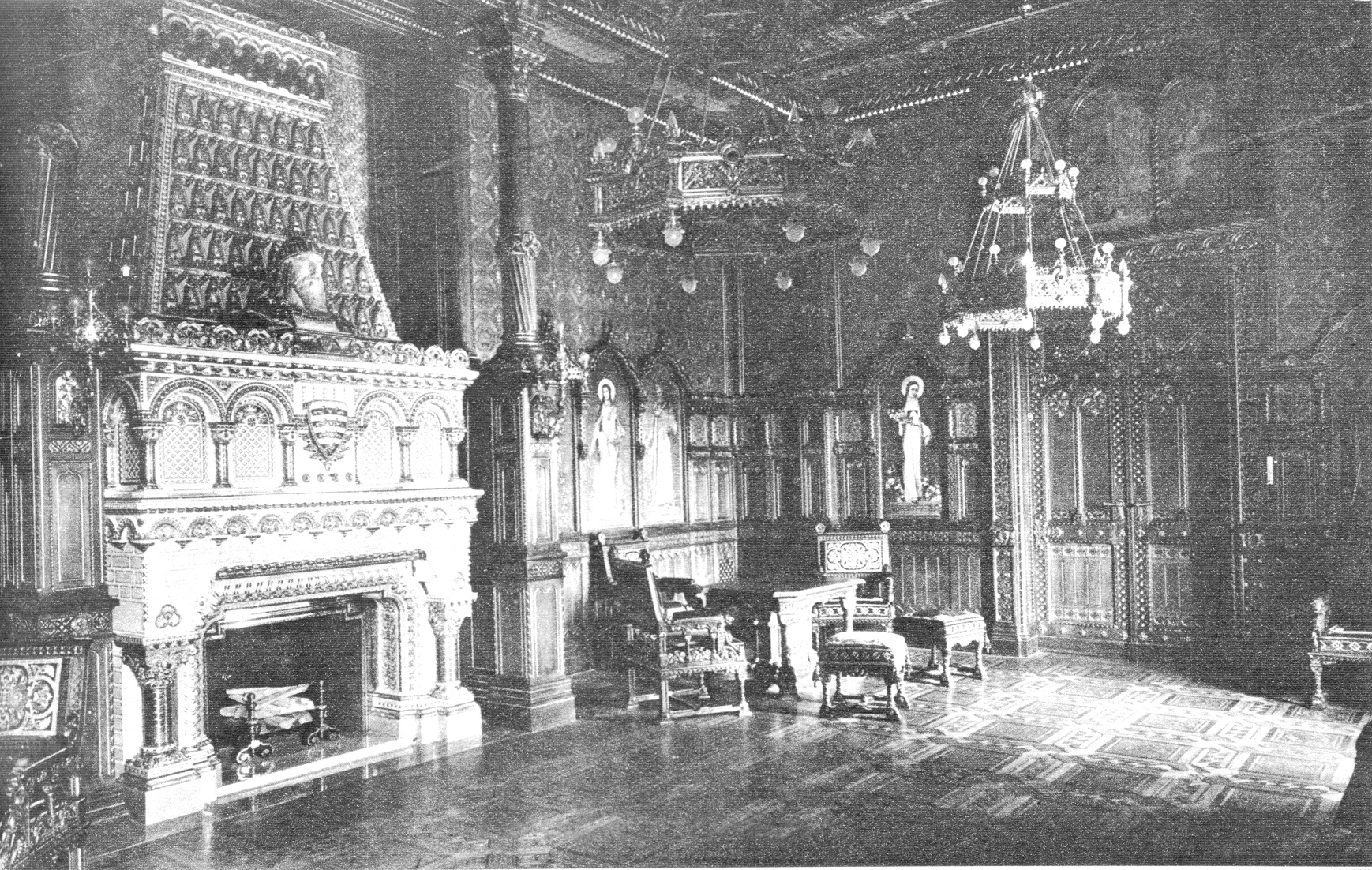
A magyar királyi vár Szent István terme
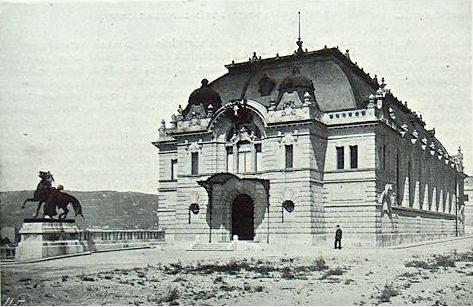
Az Új lovarda épülete

### A II. világháború után
A második világháború során a Budavári Palota is hadszíntérré vált, a harcokban súlyosan megsérült. 1945 január és február hónapjában a német csapatok és a velük harcoló magyarok a Várnegyedbe szorultak vissza.

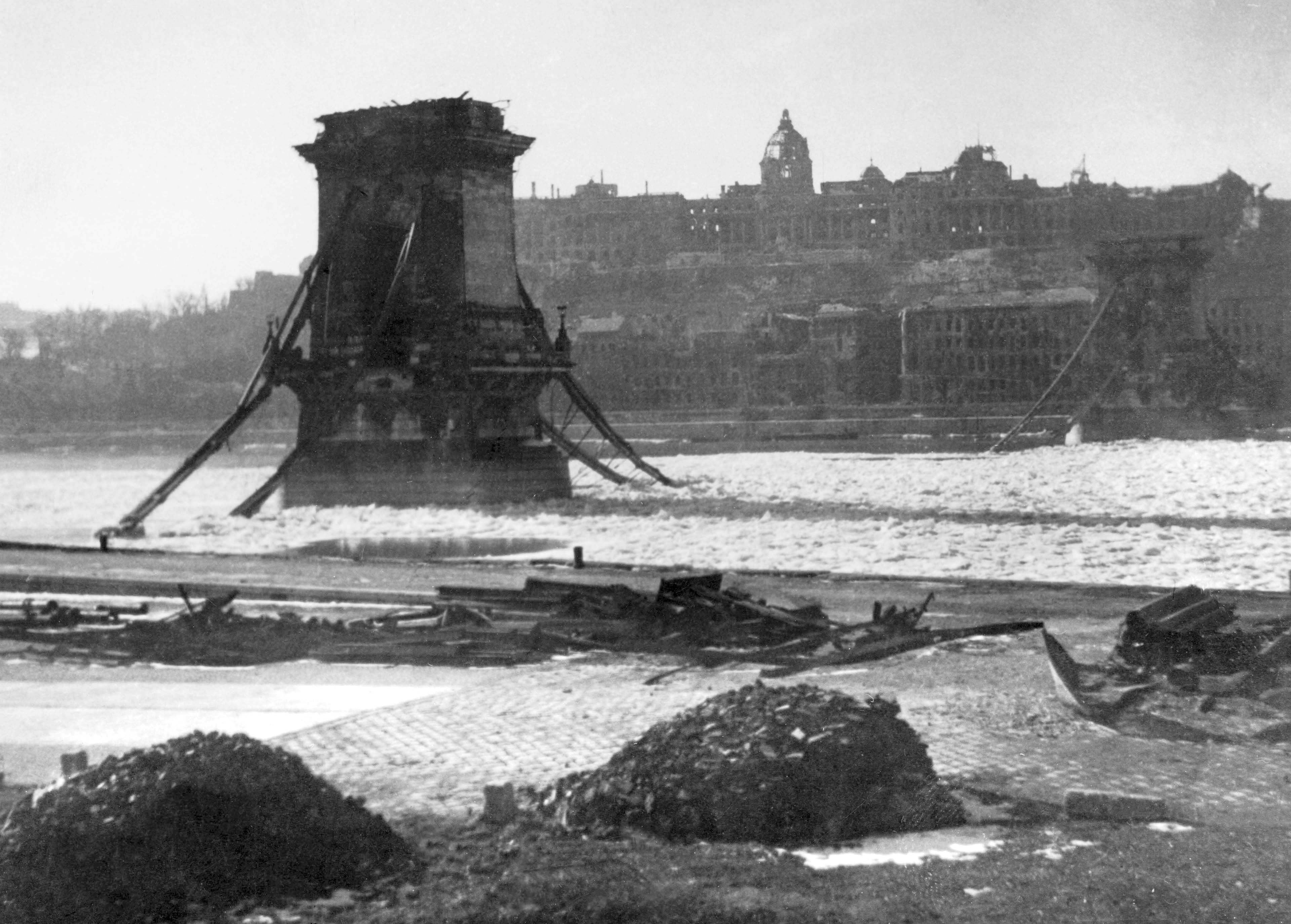
Előtérben a Lánchíd, háttérben a szétlőtt és leégett palota

A területért folytatott harc során a palotát és közvetlen környezetét súlyos találatok érték, bombázások, szovjet tüzérségi tűz. A harcok után a palota még napokig égett, a legsúlyosabb károk ekkor keletkeztek benne. A neobarokk kupolaszerkezet kiégett. A Mária Terézia-szárnyból szinte csak a homlokzati falak maradtak állva. A díszes tetőszerkezet szinte maradéktalanul tönkrement. Teljesen elpusztult a Vártemplom. A Szent Jobb kápolnát később lebontották. A kápolna oltárának mozaikja (Lotz Károly tervezte) ma Balatonalmádiban található. A háború után a palota berendezési tárgyait széthordták.
A helyreállítás során lehetőség nyílt a középkori palota maradványainak kutatására. Az ásatások számtalan érdekes lelettel szolgáltak, főként a Mátyás korabeli palota korából. Az egykor elegáns parkokból és teraszokból álló Várkertben a feltárások után kiegészítették a felszínre hozott középkori falakat, bástyákat, a Várkert zárhatóságát pedig megszüntették. A Sándor-palota és a Várszínház kivételével lebontották a Szent György tér körüli palotanegyed épületeit.

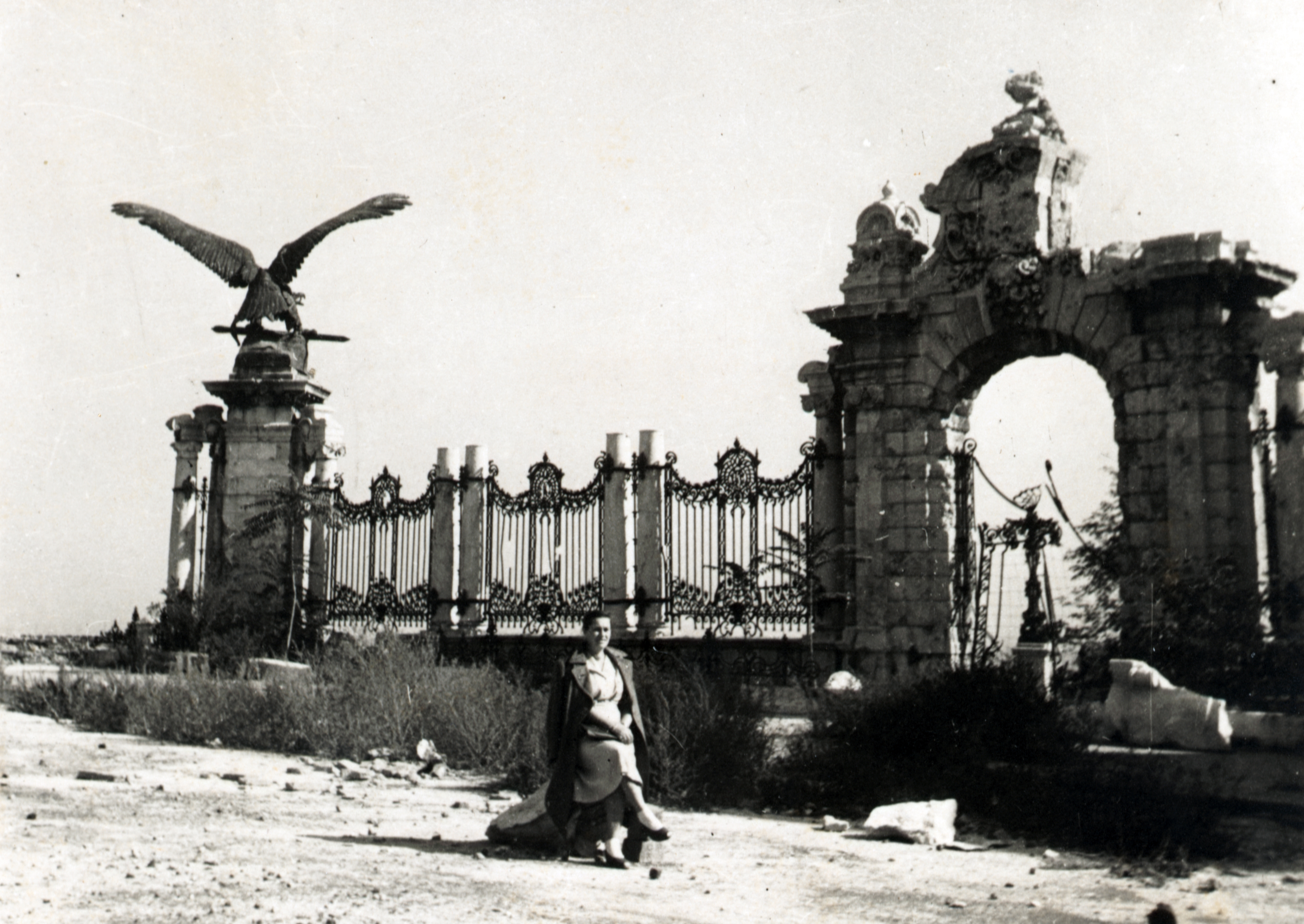
Donáth Gyula Turul szobra és a Várkert kapuja 1947-ben

A palota helyreállítása évtizedekig húzódott, miközben számtalan elképzelés látott napvilágot a funkcióját vesztett és tönkrement épület kapcsán. (Akadt olyan terv is, amely a romok lebontását követően a helyén egy új egyetemi negyedet képzelt el.)
Végül az 1960-as évekre meginduló rekonstrukció során a háború előtti formáját nem kapta vissza, pedig sok helyen menthető állapotban maradtak meg termek. Szűk költségvetésből (68 millió USD), puritánabb megoldásokkal építették át a palotát. A döntés szerint kulturális funkciókkal kívánták ellátni az épületegyüttest. A díszes termek rekonstrukciója helyett a helyreállítás során modern szellemiségű belsőépítészeti megoldásokat követtek, elsősorban a múzeumi igényeket figyelembe véve. A Budapesti Történeti Múzeumban a középkori emlékek és leletek bemutatására nagy hangsúlyt fektettek. Eredeti formájában csupán a Nádori kripta maradt meg, ám sírjait kifosztották.
A Budavári Palota homlokzatain a következő változtatások történtek: A tetőszerkezet díszességét jelentősen csökkentették. A homlokzatokon található szobrokat nagyrészt nem állították vissza eredeti helyükre. Lebontották többek között az impozáns Habsburg-lépcsőt is. Szinte kivétel nélkül kicserélték a külső nyílászárókat modern, egyszerű egytáblás blokkablakokra. 1964-ben új, magasabb, hátrébb helyezett vasbeton kupolát kapott a palota. Rajta a panorámaterasz 2006-ban nyílt meg.
A Budapesti Történeti Múzeumot 1967-ben az E épületben, a Munkásmozgalmi Múzeumot az A épületben és a Magyar Nemzeti Galériát a B-D épületben 1975-ben, a Országos Széchényi Könyvtárat 1985-ben pedig az F épületben nyitották meg. A rendszerváltás idején 1989-ben megszűnt a Munkásmozgalmi Múzeum és a helyén 1991-ben nyílt meg a Ludwig Múzeum. A Ludwig Múzeum 2005-ben a Művészetek Palotájába költözött át, a kiállítói tereit a Nemzeti Galéria vette át.

### A palota jelene és jövője

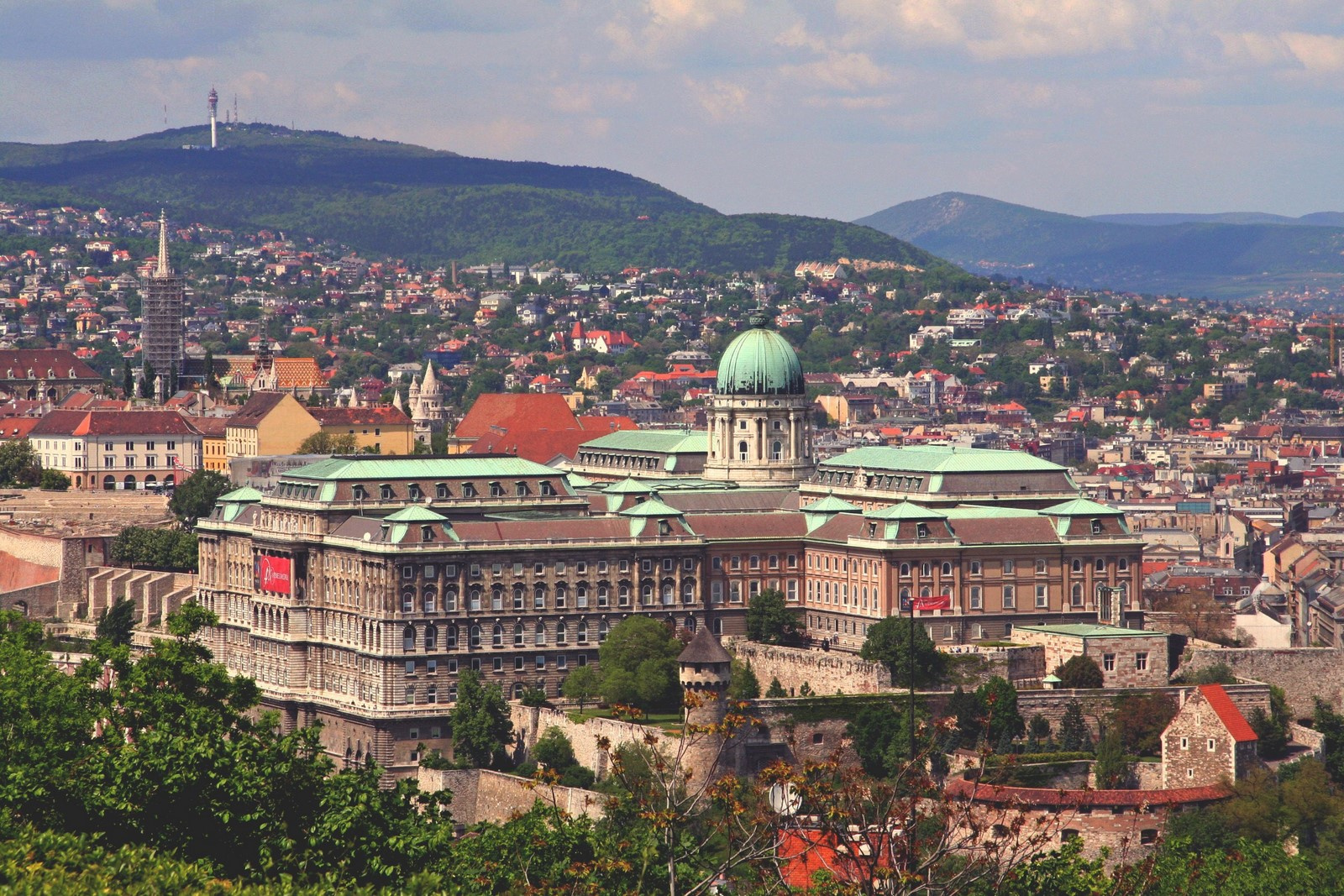
A palota 2008-ban

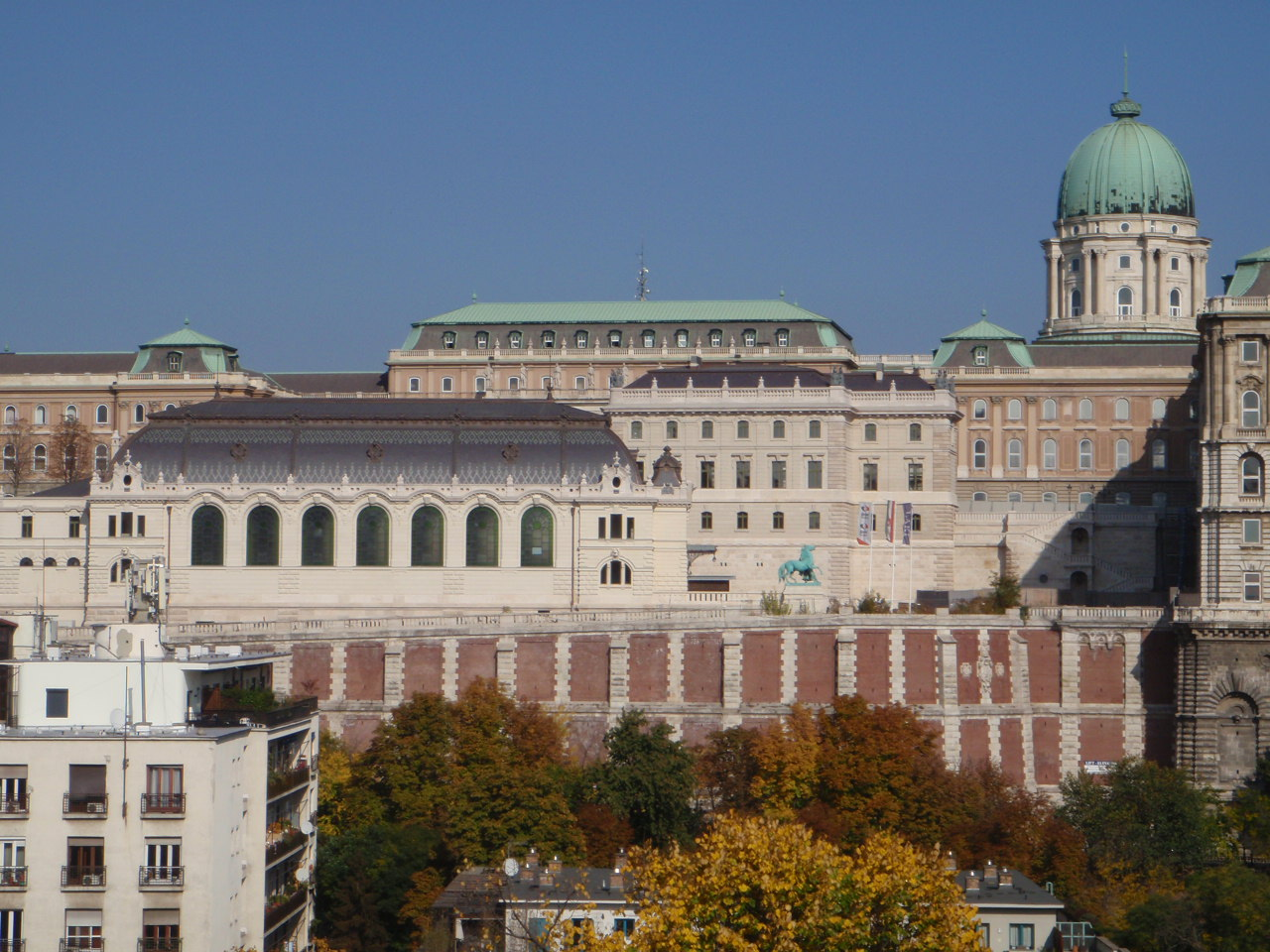
Az újjáépített Budavári lovarda (jobb oldalán a Csikós szoborral), a Főőrségi épület és Stöckl-lépcső

A palota területe számtalan budapesti rendezvény kiváló helyszíne, többek között az igen népszerű Mesterségek ünnepe és Budapest Borfesztivál otthona. Évente turisták százezrei tekintik meg az épületet. A palota alapos felújításra, műemléki rekonstrukcióra szorul. (A krisztinavárosi szárny a gyorslift körül el van kerítve omlásveszély miatt.) A helyreállításra többek között azért is szükség van, mert az 1960-as évek felújítása számtalan előnytelen megoldást is hozott, amit most lenne lehetőség korrigálni. Bár konkrét tervek egyelőre nem láttak napvilágot, a szándék szerint visszatérnének a Hauszmann Alajos tervezte homlokzati kialakításhoz, legalábbis részben. Visszaállítanák az elbontott Habsburg-lépcsőt, többek között kicserélnék a palotától teljesen idegen ablakokat, illetve pótolnák a hiányzó homlokzati díszeket. A belső terek helyreállítása nincs napirenden.
Fellegi Tamás nemzeti fejlesztési miniszter 2011. január 14-én úgy nyilatkozott, hogy az Új Széchenyi Terv által finanszírozva felújítják az egész Budai Várnegyedet és a Budavári Palotából elköltöztetik az Országos Széchényi Könyvtárat. Sem a munkálatok kezdési időpontját, sem a befejeződésüket nem árulta el, kivéve a Várkert Bazárt, amellyel kapcsolatban elmondta, hogy felújítása 2014-ben készült el.
2004-ben kormányhatározott rendelkezett arról, hogy a Csikós udvar alatt mélygarázs épült PPP konstrukcióban. 2008-ban egy közel hat méter hosszú, négy és fél méter magas szakaszon megbontották az un. Kortina-falat, amelyet még Luxemburgi Zsigmond magyar király építette a 15. század elején. A beruházást 2010 után fejezték be és összekötötték az új Lovardával.
A 2010-ben megalakult kormány hosszú távú terve szerint a Budavári Palotának a kulturális helyett – a Horthy-korszakhoz hasonlóan – ismét kormányzati funkciót szándékozik adni. A koncepció első lépéseként még 2003-ban költözött be Szent György tér nyugati oldalán álló Sándor-palotába a Köztársasági Elnöki Hivatal. A mellette álló Karmelita kolostorba pedig szintén egy nagyszabású felújítást követően, 2019-ben rendezkedett be a Miniszterelnökség. (Előtte itt a Várszínház működött.) A Szentháromság térre a Pénzügyminisztérium költözött vissza. Az ott feltárt szerkezetek a vártnál nagyobb mérvű csereigénye több bontást igényelt és elkezdték a a középrizalit szerkezetének építését. Hosszan elhúzódó munkálatokat követően a Hunyadi János út felső torkolatánál 2020-ra visszaépült a Lónyay-Hatvany-villa.
A gazos, lezárt, kihasználatlan romkert 2016-ban kezdte az újjáéledés jeleit mutatni: az év májusában tették le a Nemzeti Hauszmann Program keretében, eredeti külsővel újjáépítendő lovarda alapkövét. A munkálatok igazán csak 2017-re indultak be. 2019-re elkészült az 1950-ben lebontott Budavári lovarda, az 1971-ben lebontott Főőrségi épület és a Stöckl-lépcső. 2020-ban megkezdődött a Hunyadi udvart a Csikós udvarral összekötő akadálymentes rámpamű építése, mely a kortinafal tetején található felvonóig tart, áthaladván az Ybl ciszterna helye fölött. Lebontották az palota E és F szárnya közti nyaktagot, hogy az eredeti geometriájú szerkezettel ismét helyt kaphasson a Szent István és Cercle terem. Felújítják az Ybl támfalat.
A 2019-ben született tervek a Szent György tér körüli épületek műemléki rekonstrukciójára:
- Újraépül az 1968-ban felrobbantott József főhercegi palota, istállója és neoreneszánsz kertje.[14]
- Az egykori Honvéd Főparancsnokság épülete eredeti magasságban. Látogatóközpont és kiállítótér kap majd benne helyet.
- A Dísz térre visszaépül a Budapest ostroma előtt a Külügyminisztériumnak otthont adó hajdani Vöröskereszt Székház, ami modern irodaházként funkcionál majd.[15] (Ennek előfutáraként kitakarították a korábban szuvenír vásárnak helyet adó Vöröskereszt székház telkét és megmaradt pincerendszerét, ahol érdekes emléktöredékeket találtak.
- Rekonstrukcióra kerül a tervek szerint az egykori épülete is.[16]

2021. február és december 14. között felújításra került a Habsburg-kapu és a Halászó gyerekek terasza.

## Kulturális intézmények

A palota részei
████████ A-B-C-D: Magyar Nemzeti Galéria

- 1985 óta itt működik az Országos Széchényi Könyvtár.
- Magyar Nemzeti Galéria
- Budapesti Történeti Múzeum „Vármúzeum” gyűjteménye

## Szobrok
A palota területén felállított köztéri szobrok:
- Donáth Gyula: Turul (1905-ben állították fel a neobarokk kapura)
- Senyei Károly: Halászó gyerekek kútja
- Róna József: Savoyai-szobor (1900-ban került mai helyére)
- Ligeti Miklós: Csongor, Tünde (1903-ban helyezték a két szobrot a lépcsősor pihenőire, ma a MNG bejáratánál vannak) ,  és
- Strobl Alajos: Mátyás-kút (1904-ben helyezték a Szent Zsigmond-kápolna külső falára)
- Fadrusz János: Kapuőrző oroszlánok (1901-1902)
- Senyei Károly: Háború (A Harc), Béke (eredetileg a Távirda-kapu díszítésére kerültek ide, ma Budapesti Történeti Múzeum bejáratánál állnak) ,
- Ifj. Vastagh György: Csikós (1901-ben felállítva)

### Panoráma

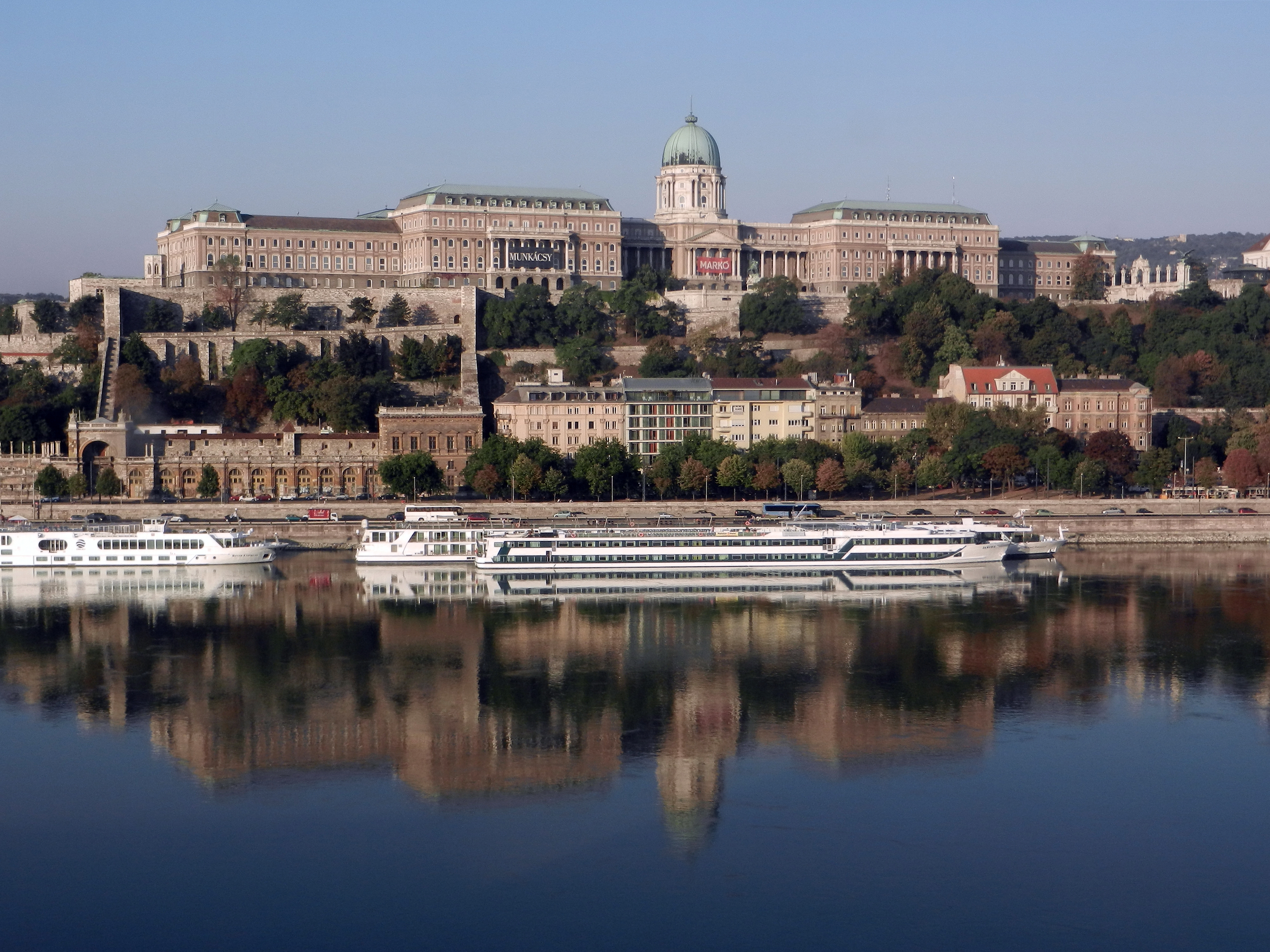
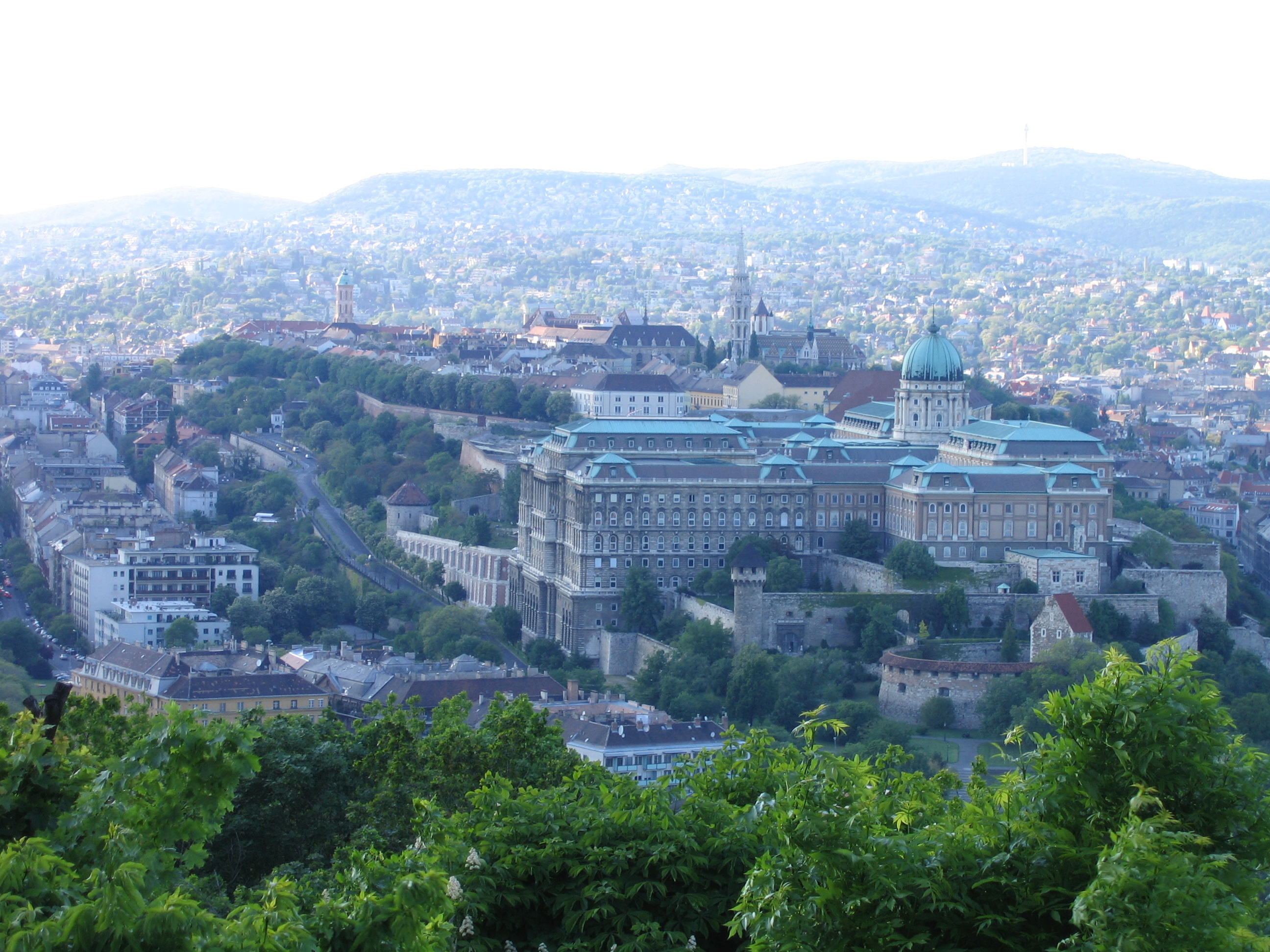
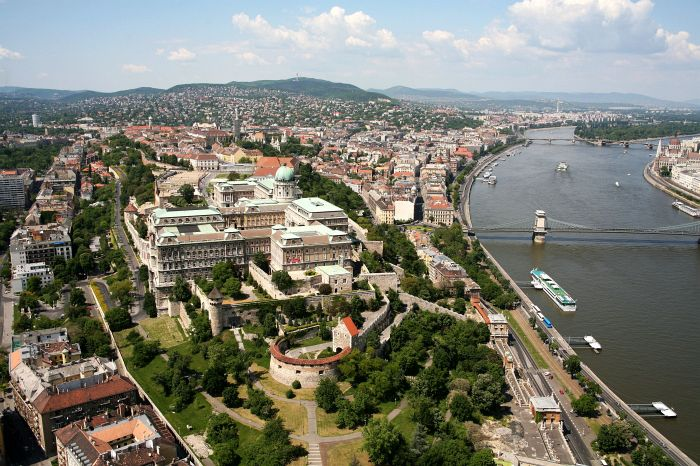
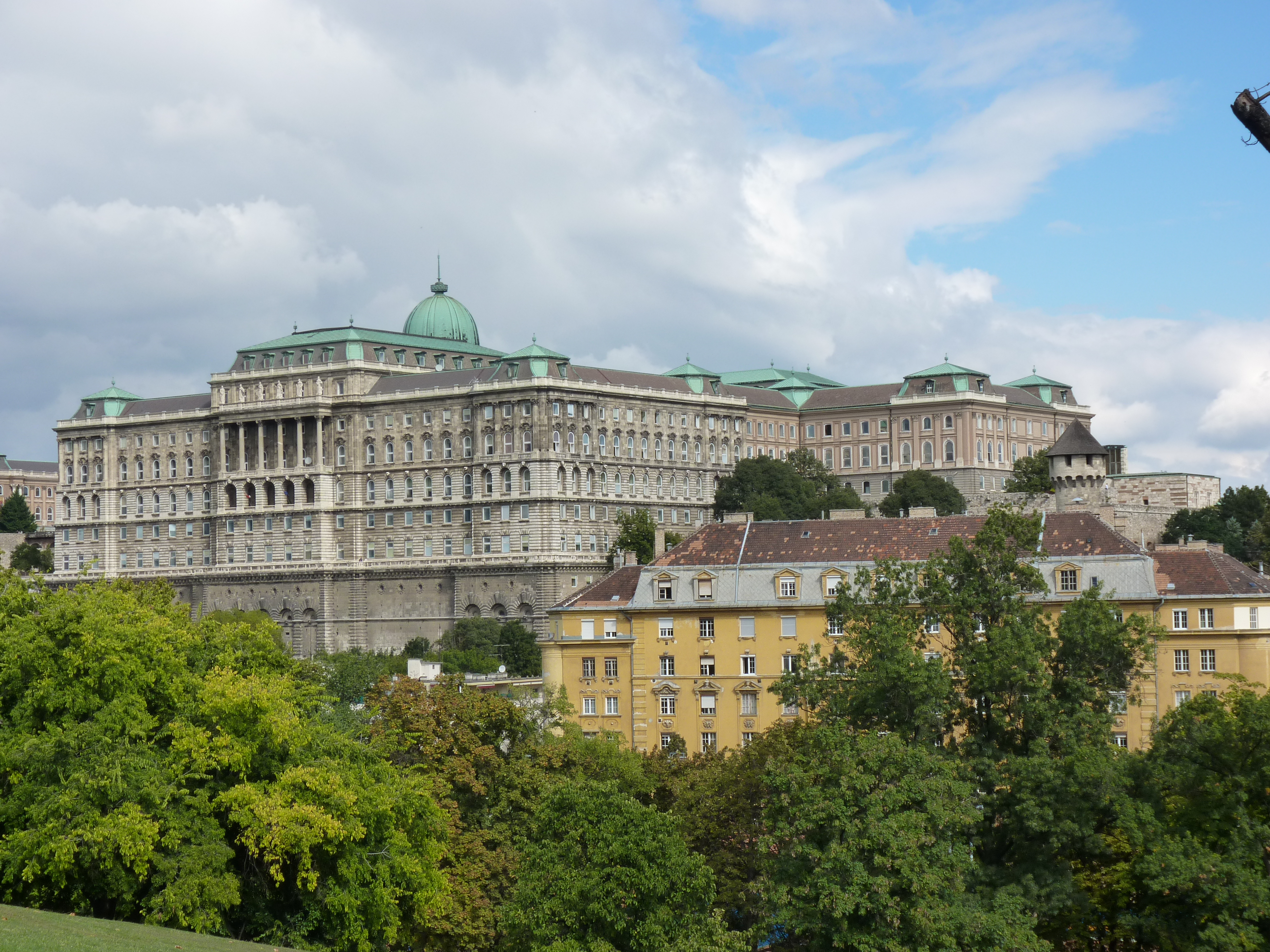
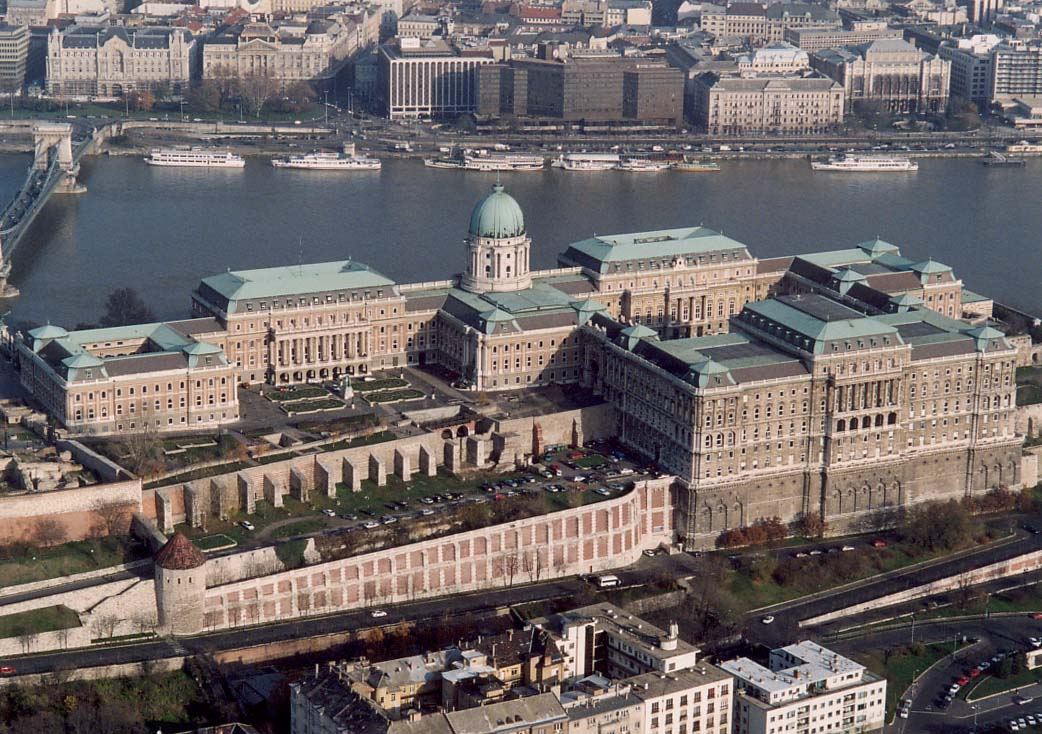

## Képek

### Savoyai terasz
A keleti, Duna felőli oldalon lévő teraszon van a palota főbejárata.

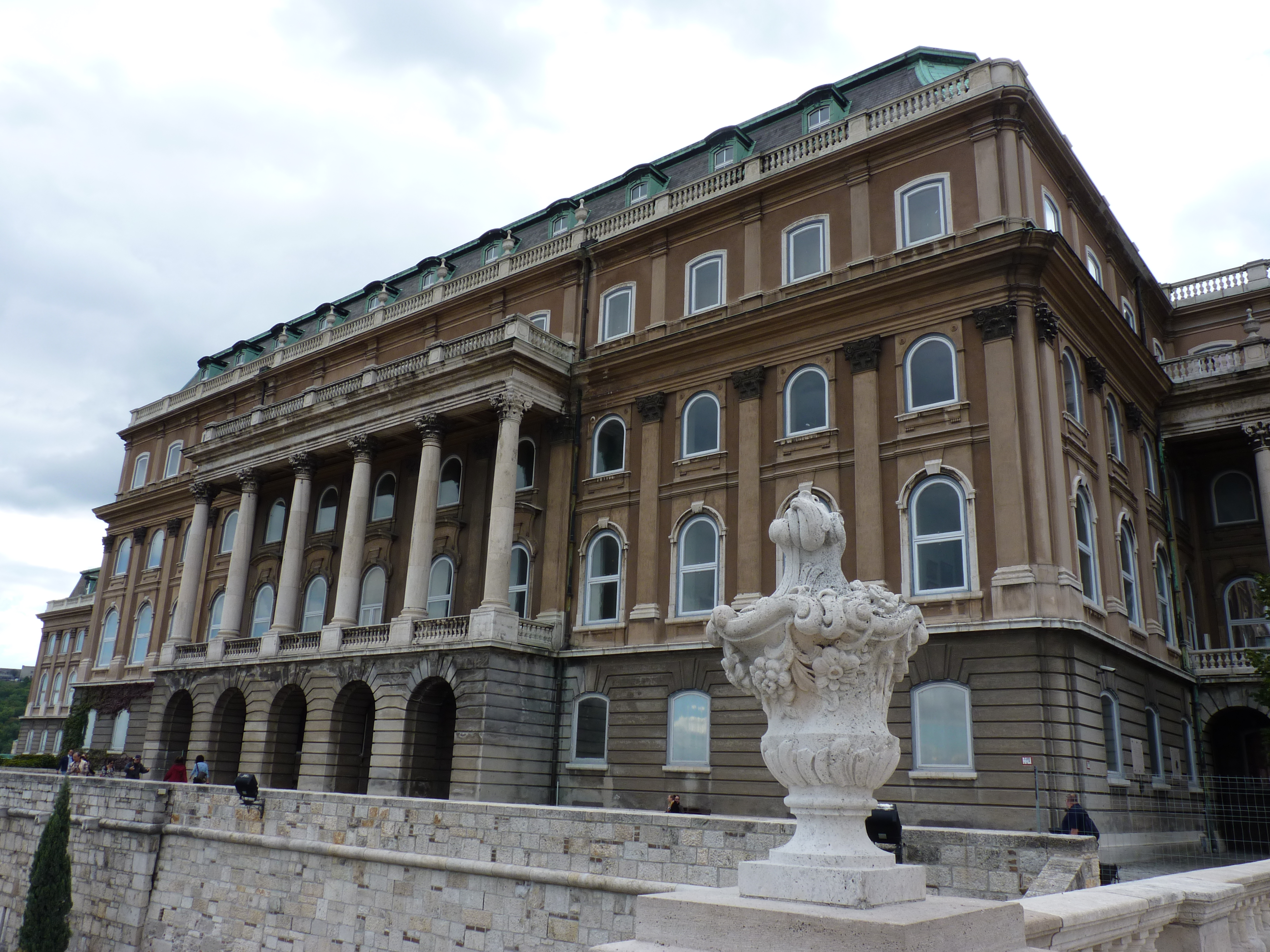
A Magyar Nemzeti Galéria „D” épülete
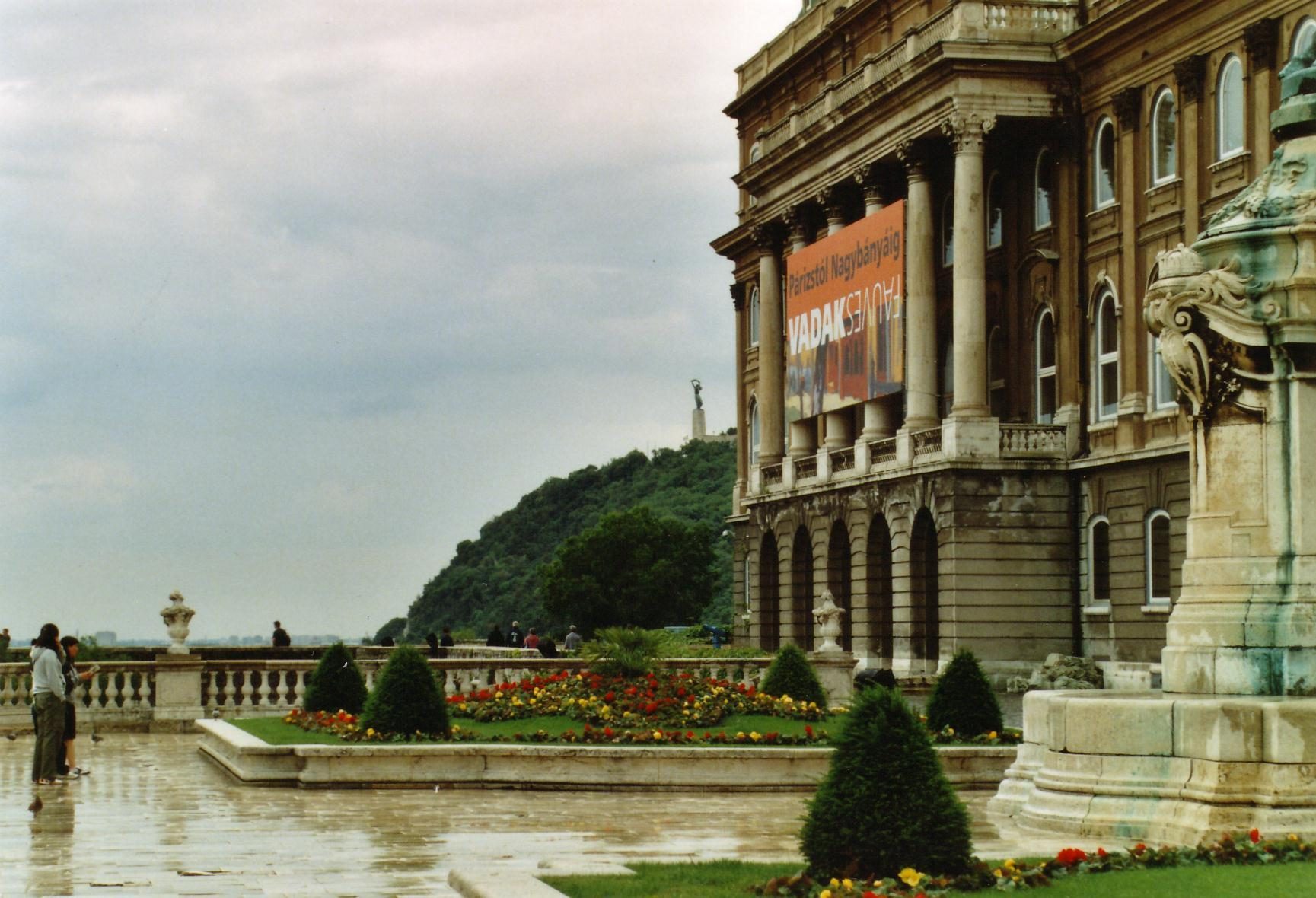
A Savoyai terasz
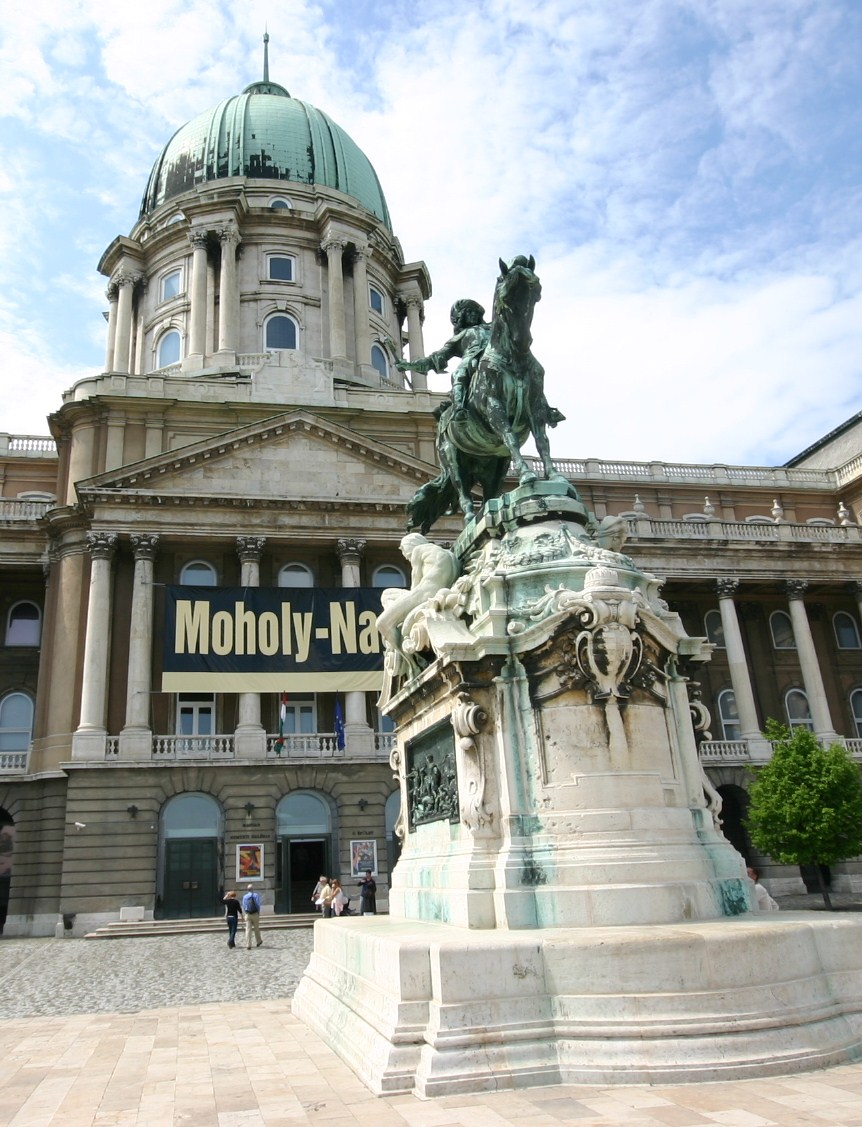
Savoyai Jenő lovasszobra a Savoyai teraszon
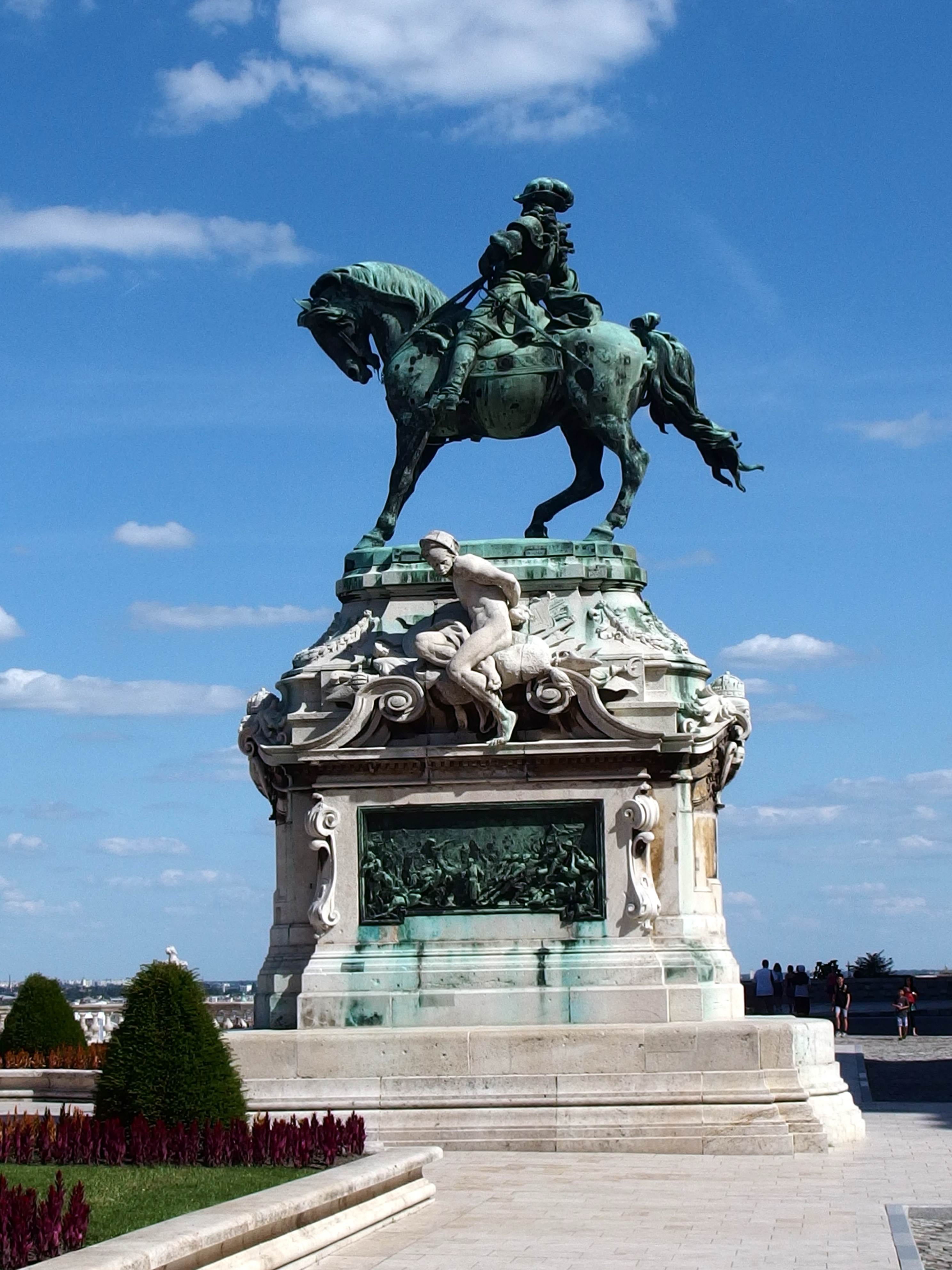
Savoyai Jenő szobra Róna József alkotása (1900)
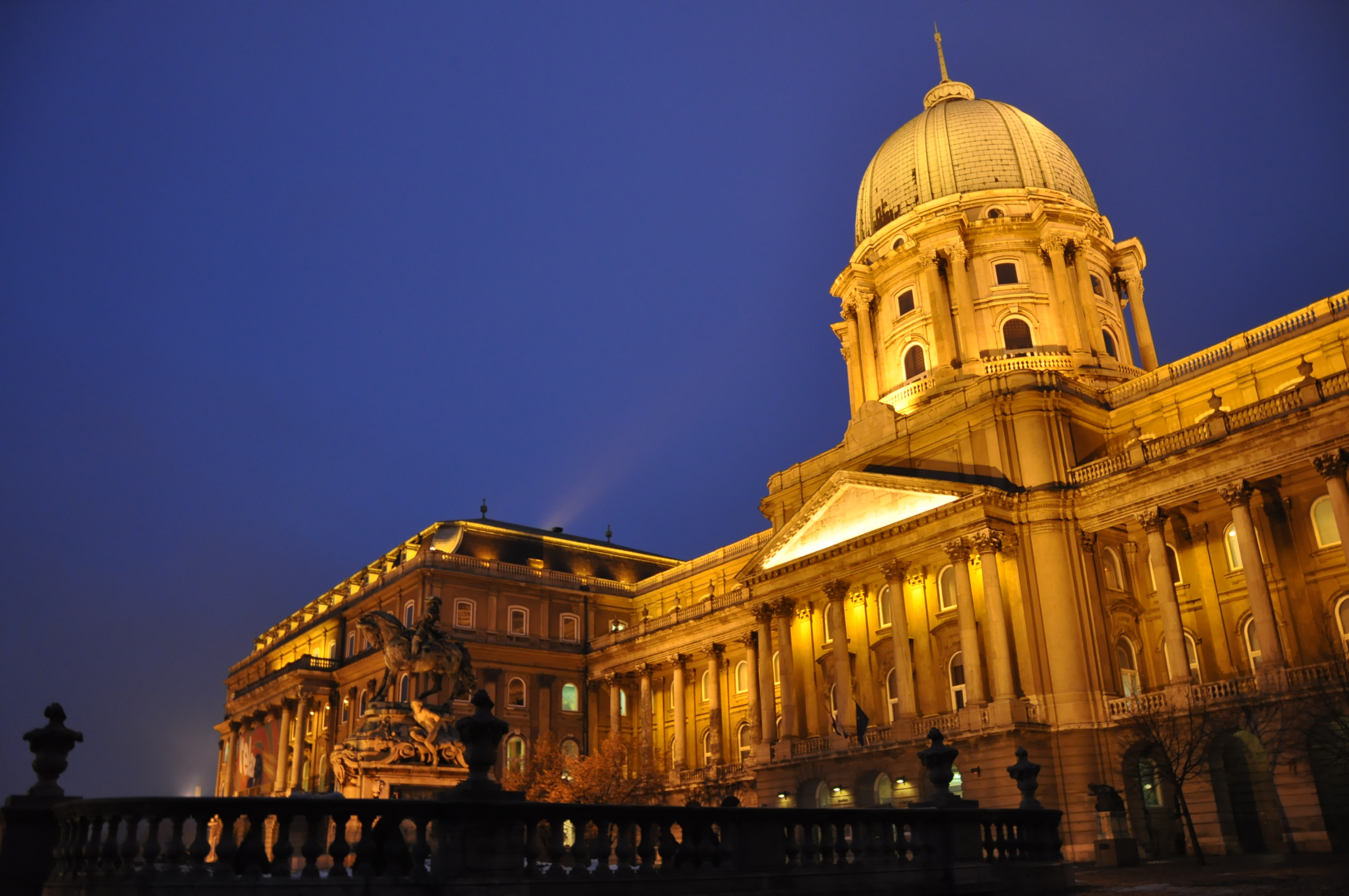
A Savoyai terasz éjjel

### Halászó fiú terasz
A Duna felőli északi mellékterasz.

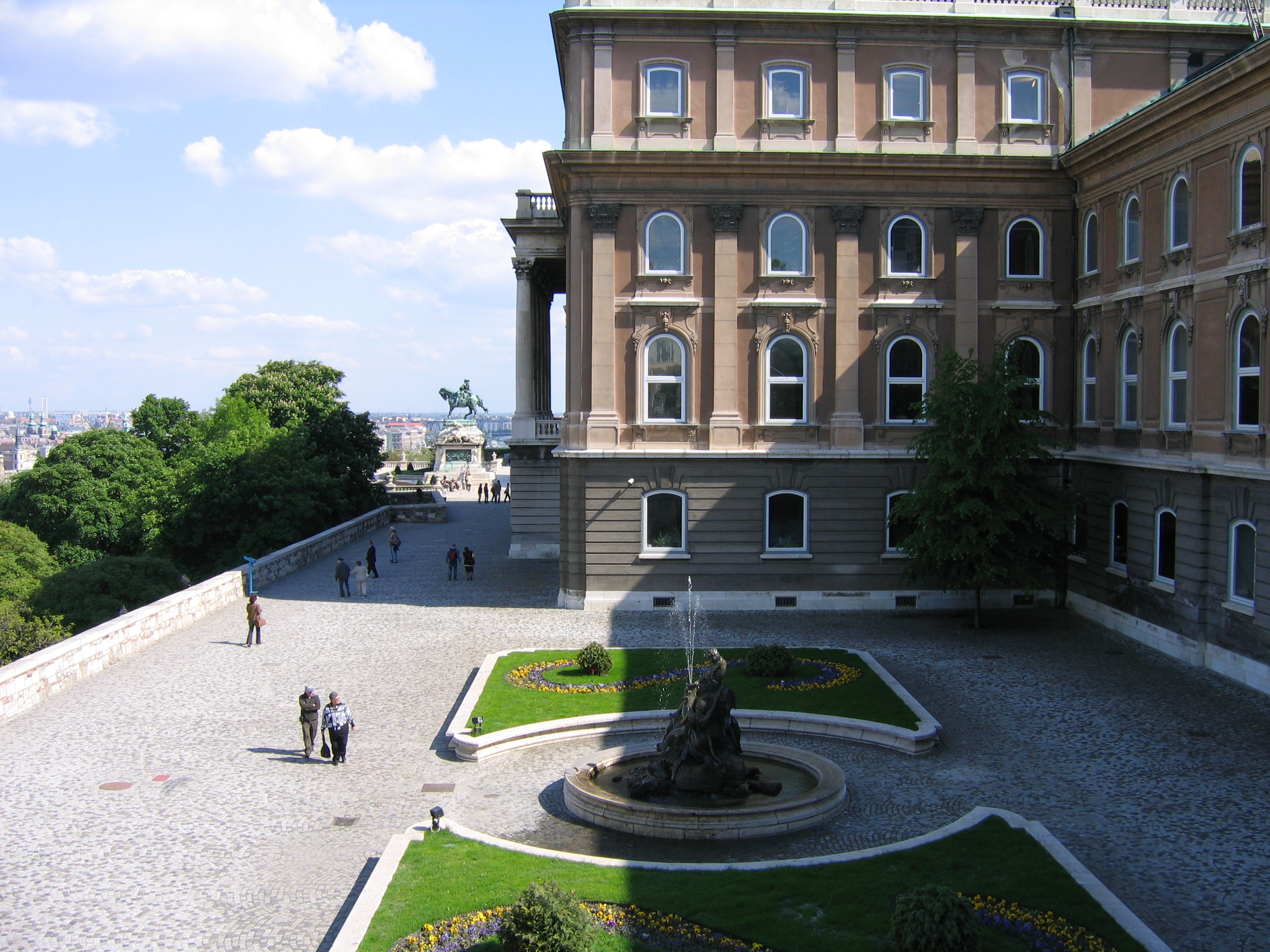
A Halászó fiú terasz felújítás előtt (2009)
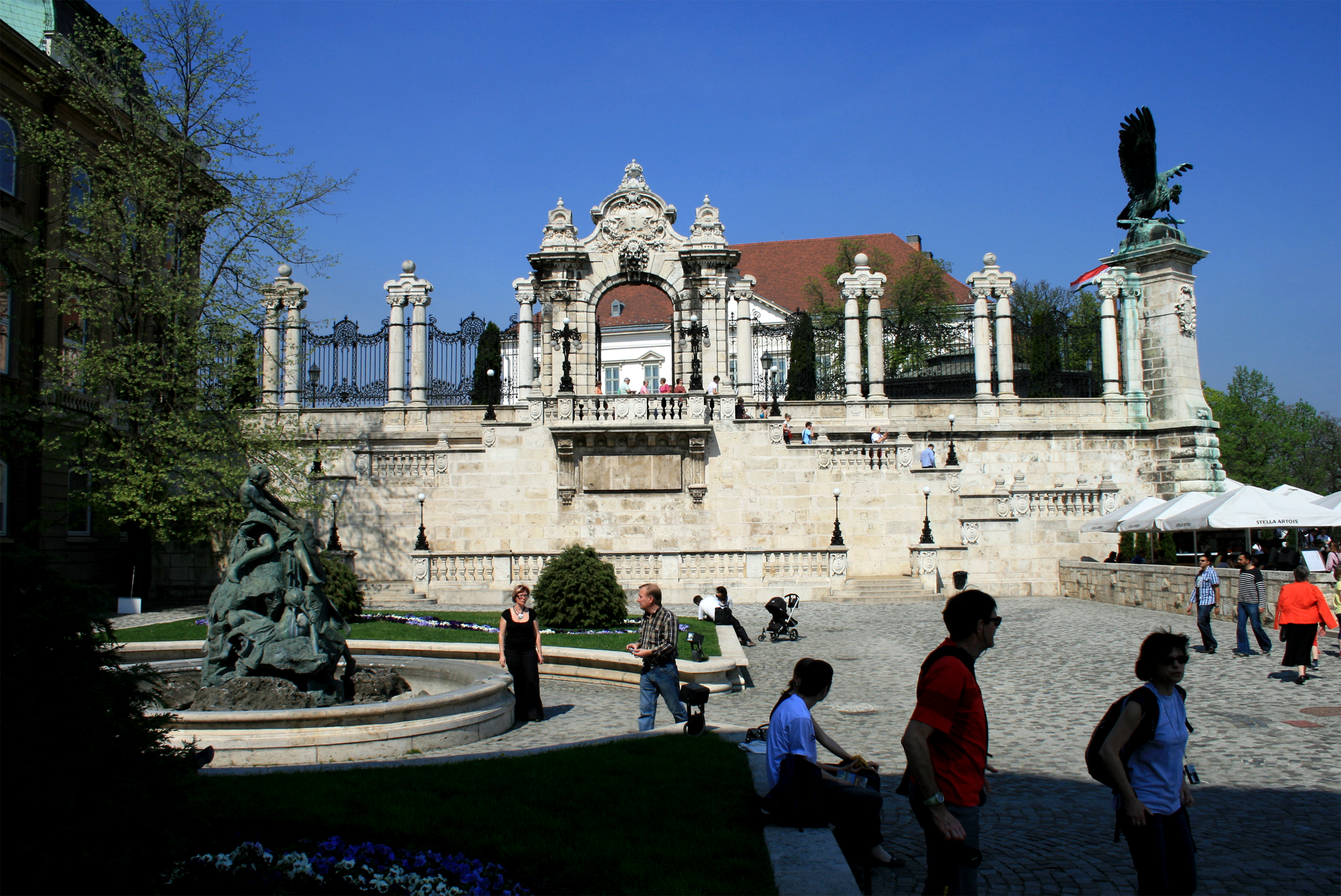
Bejárat a Halászó fiú teraszra a Szent György tér felől
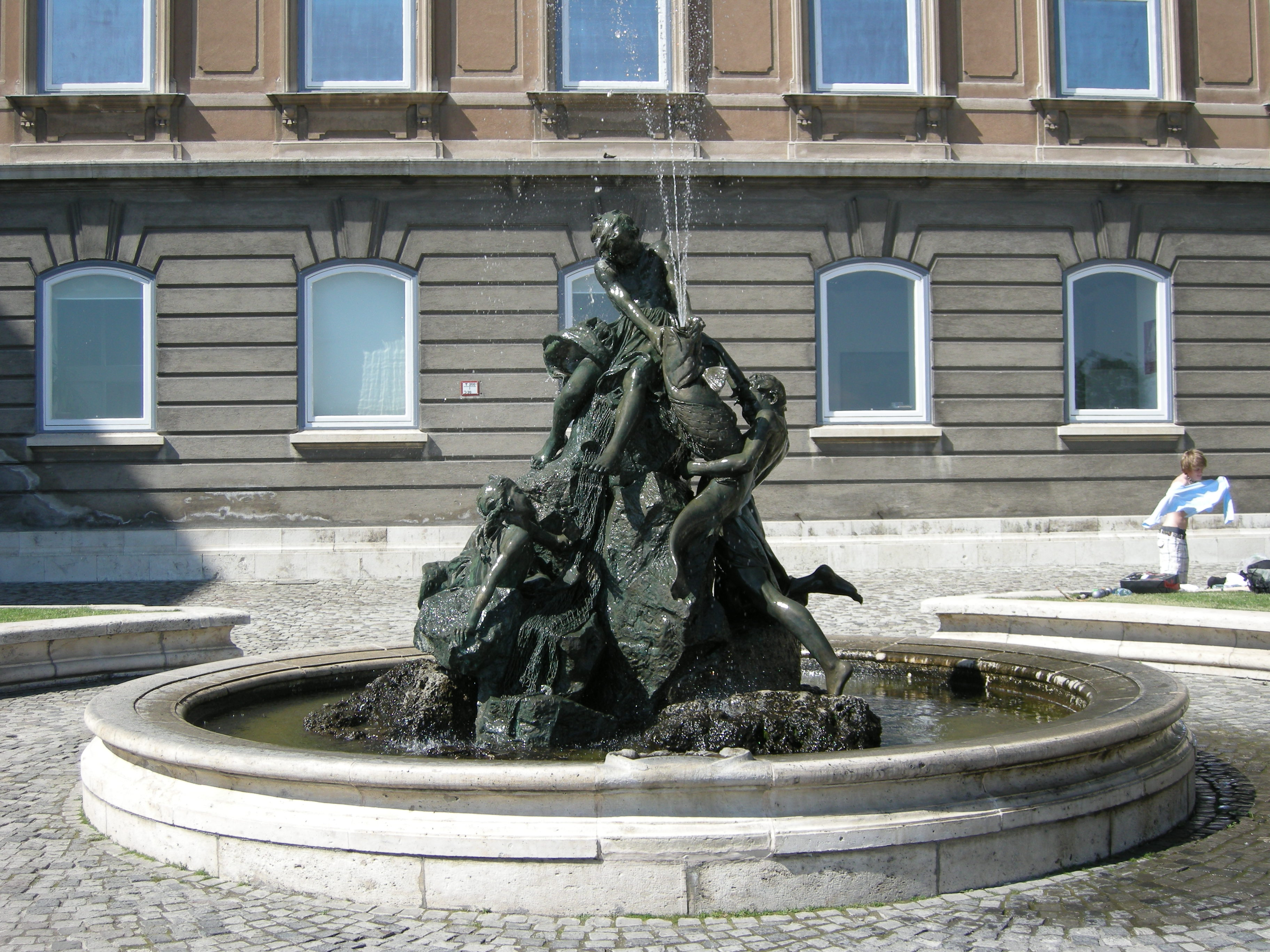
A „Halászó gyerekek kútja” Senyei Károly alkotása (1900) felújítás előtt 2009-ben
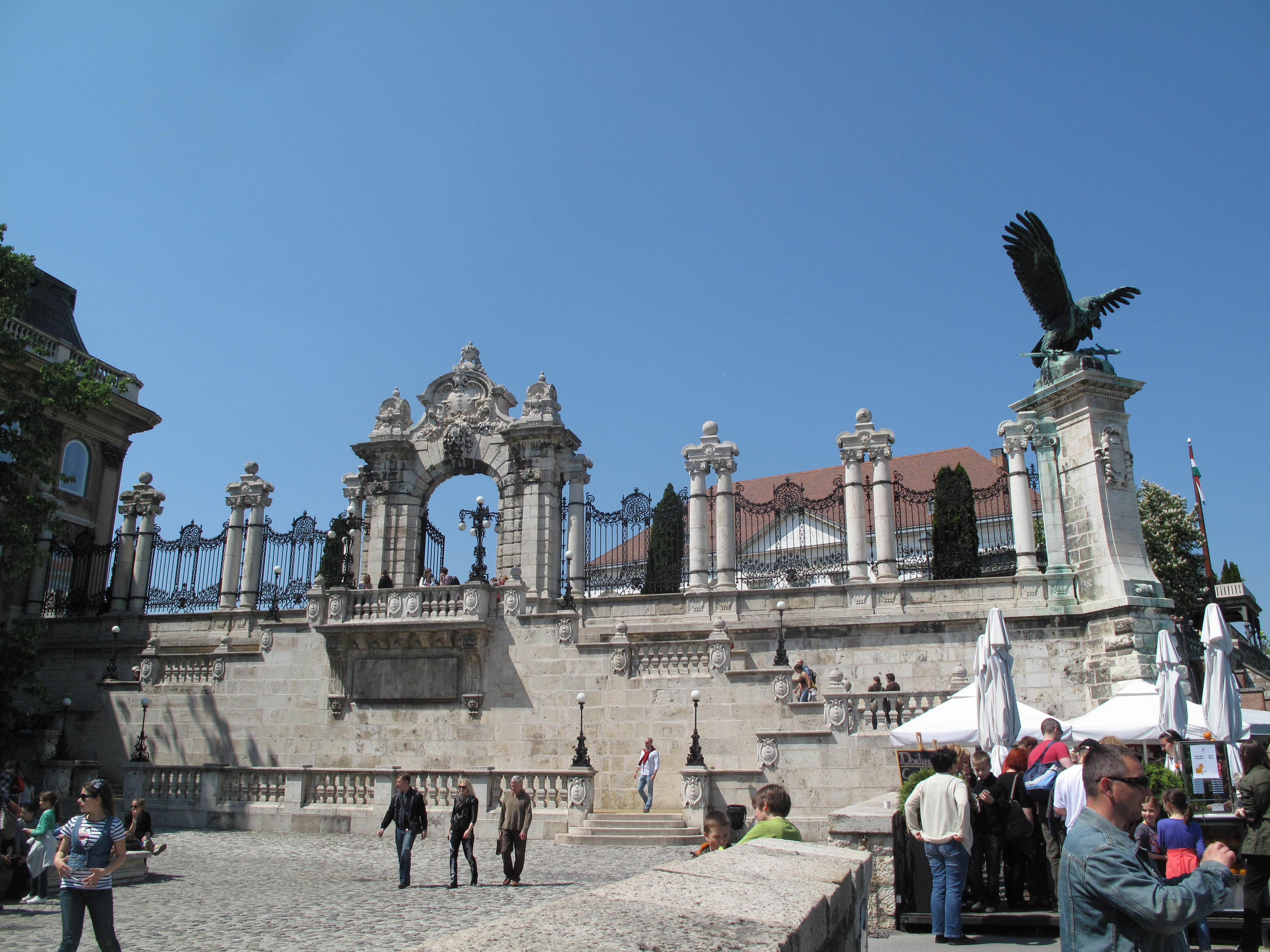
A Turul-szobor és a bejárat felújítás előtt 2011-ben
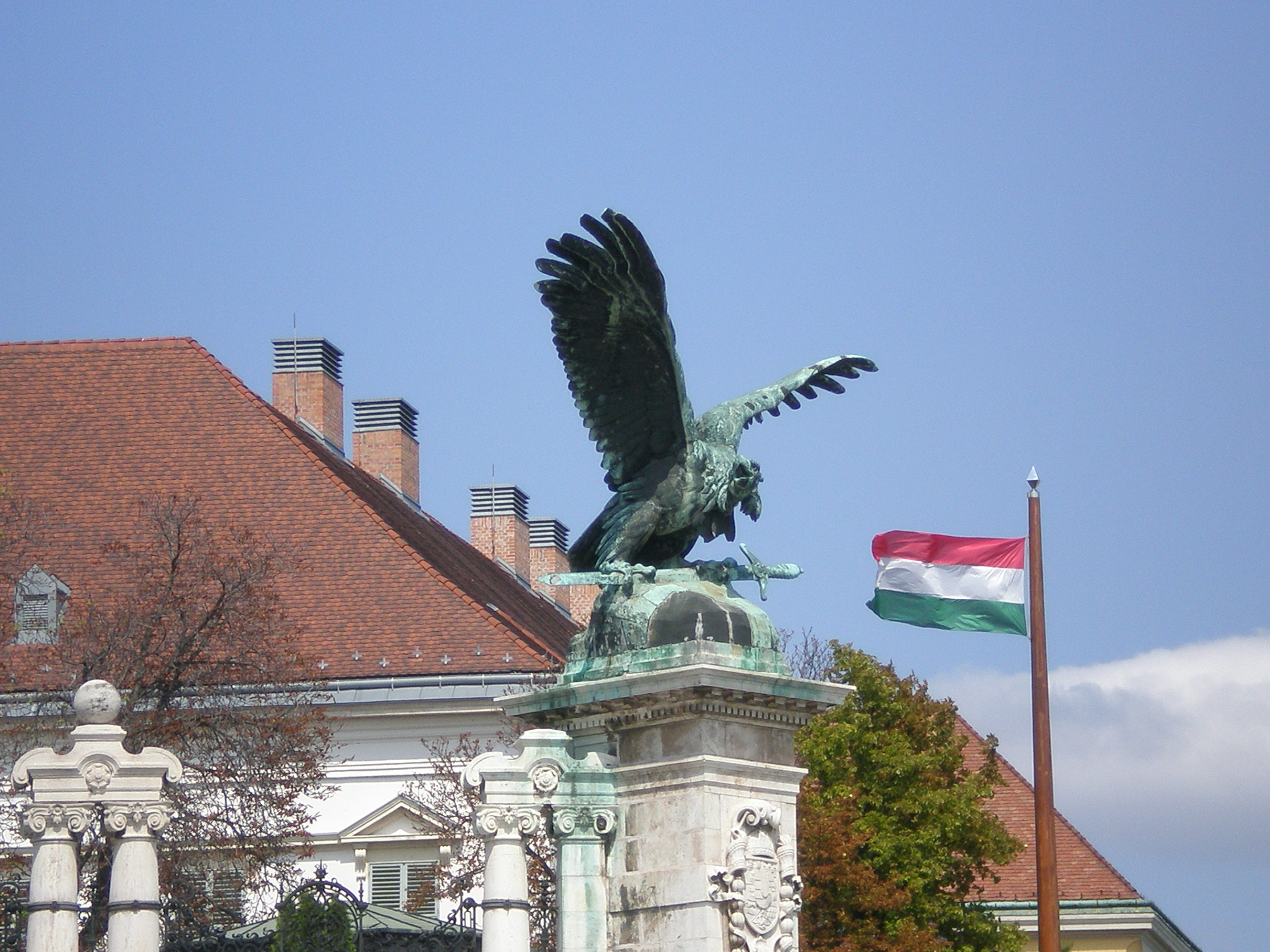
A „Turul” Donáth Gyula műve (1905)
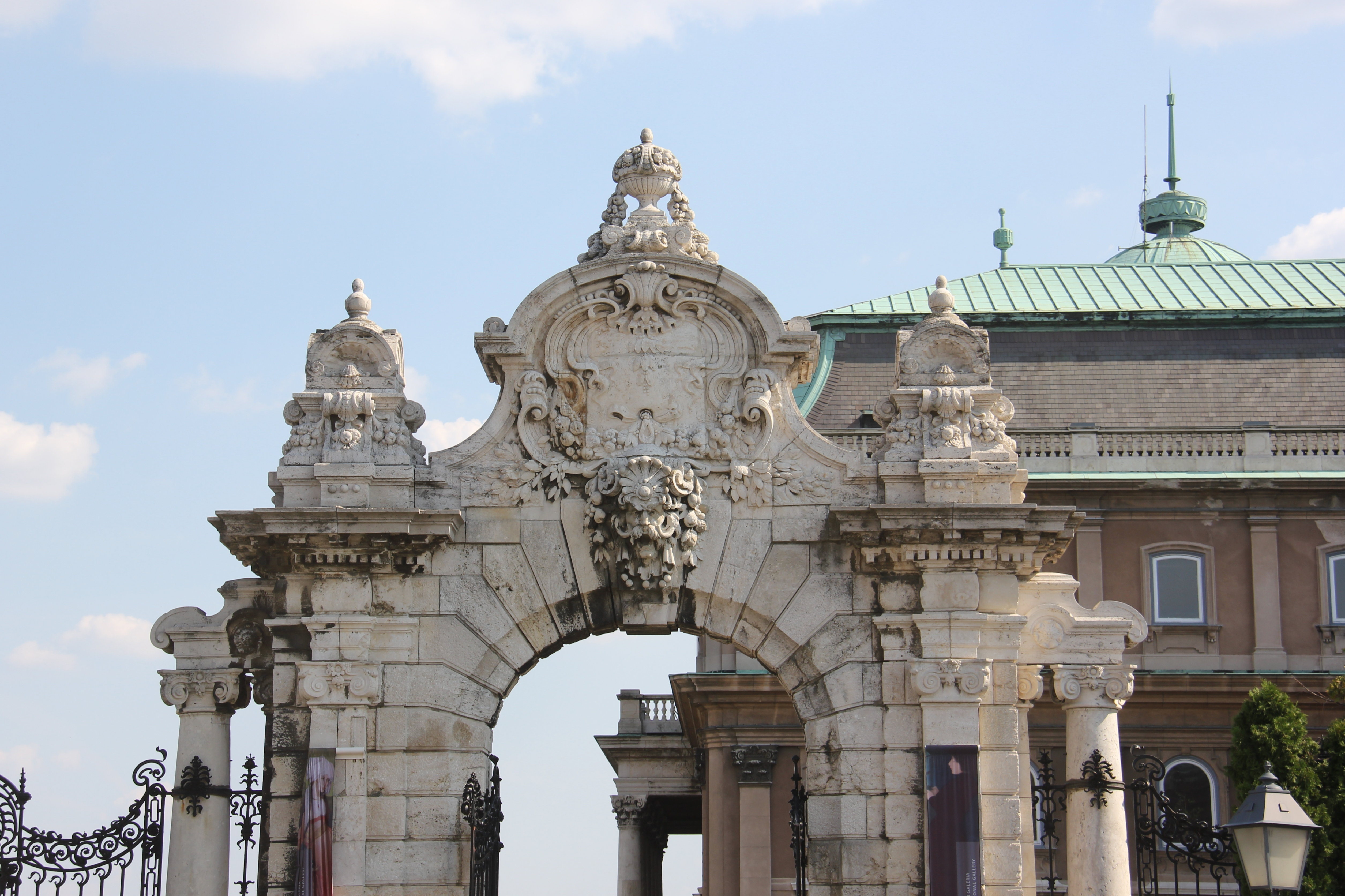
A kapu a Szent György tér felől

### Hunyadi udvar
A Tabán felőli északi udvar.

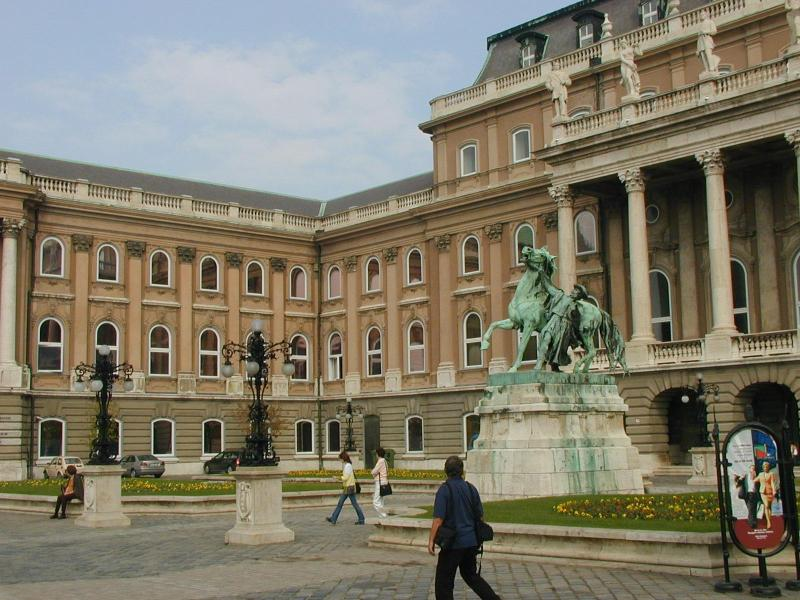
A „Csikós” szobor Vastagh György alkotása (1902)
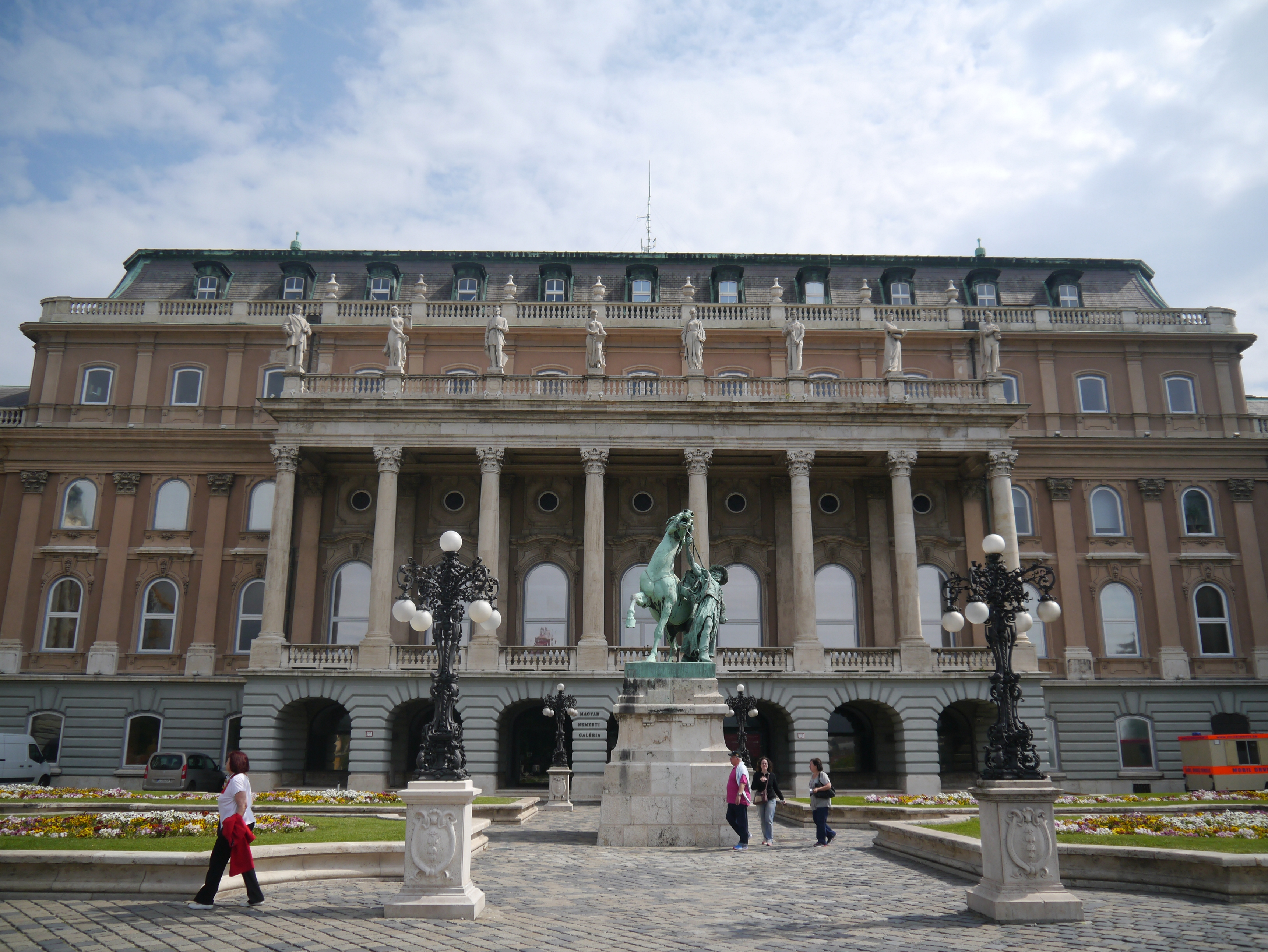
A Magyar Nemzeti Galéria „B” épülete
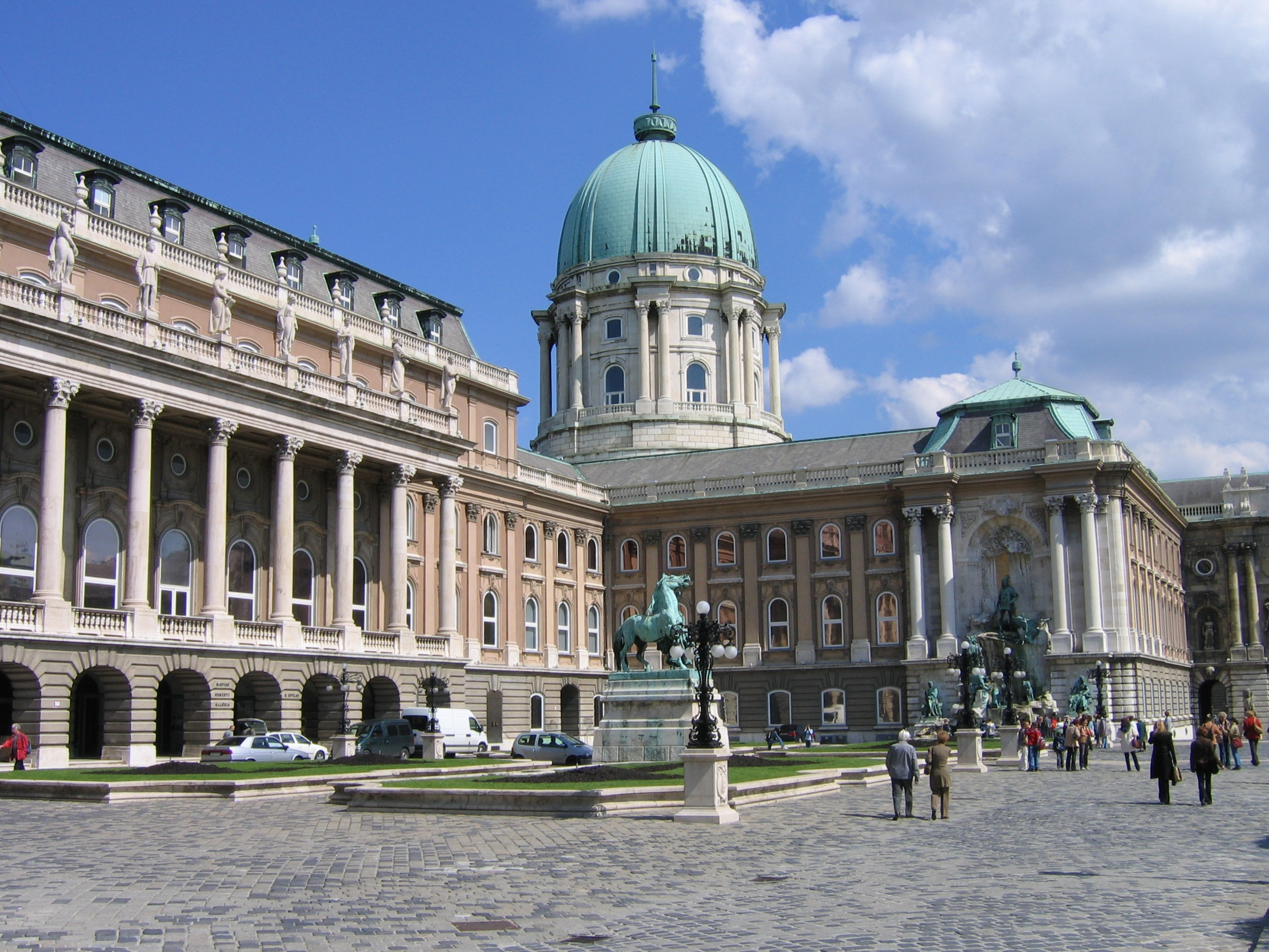
A Hunyadi udvar
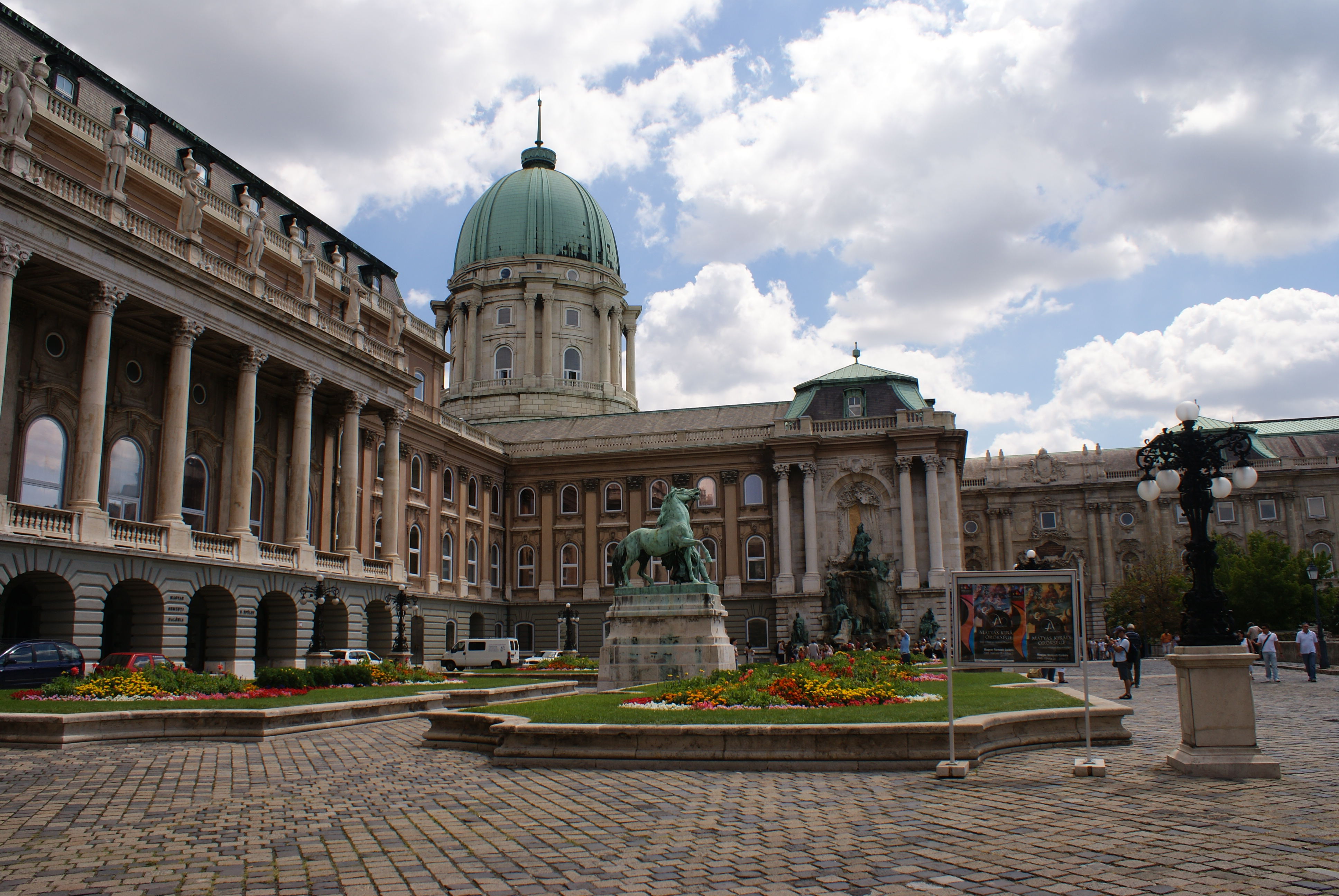
A Hunyadi udvar
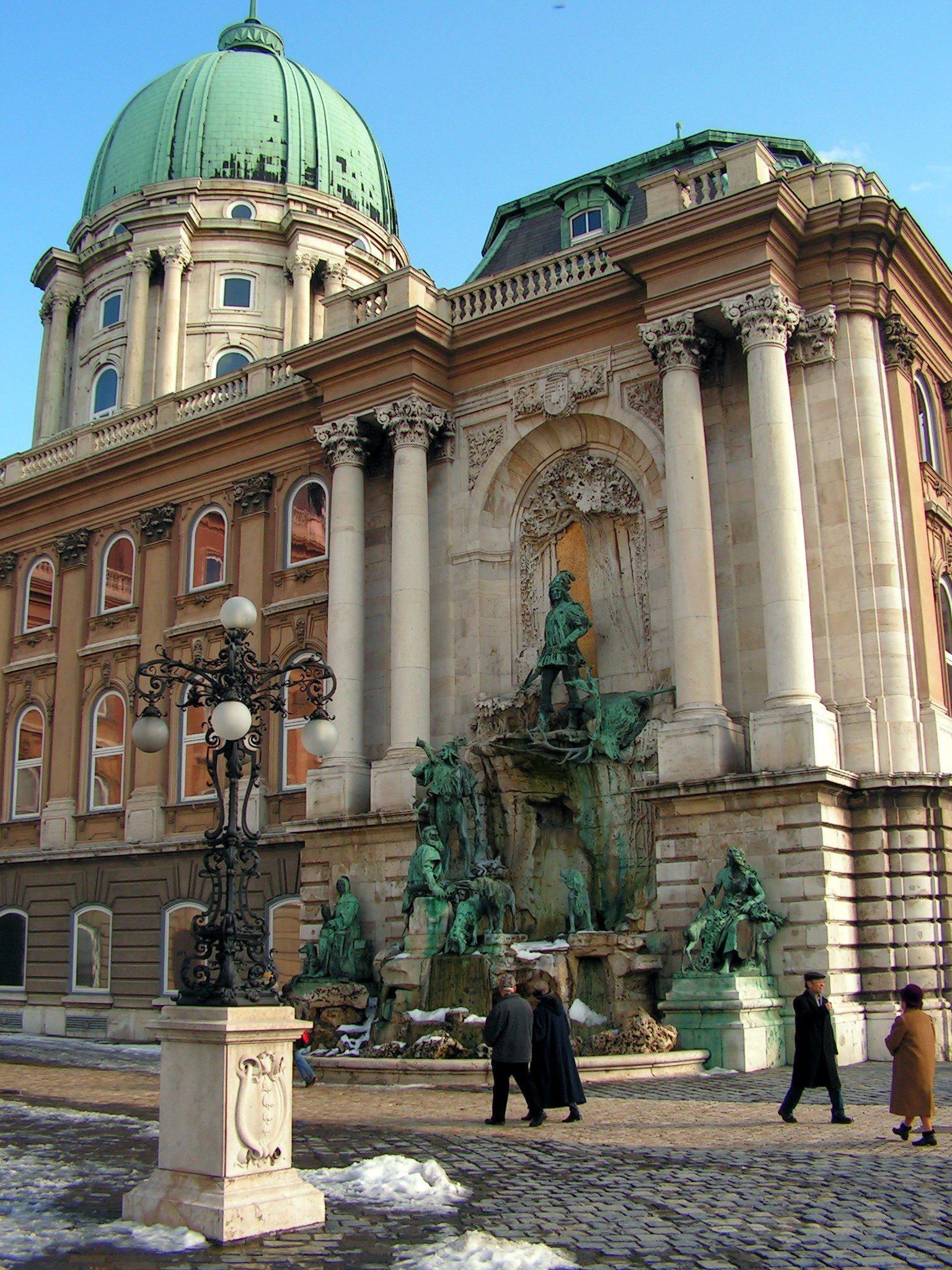
A Hunyadi udvar
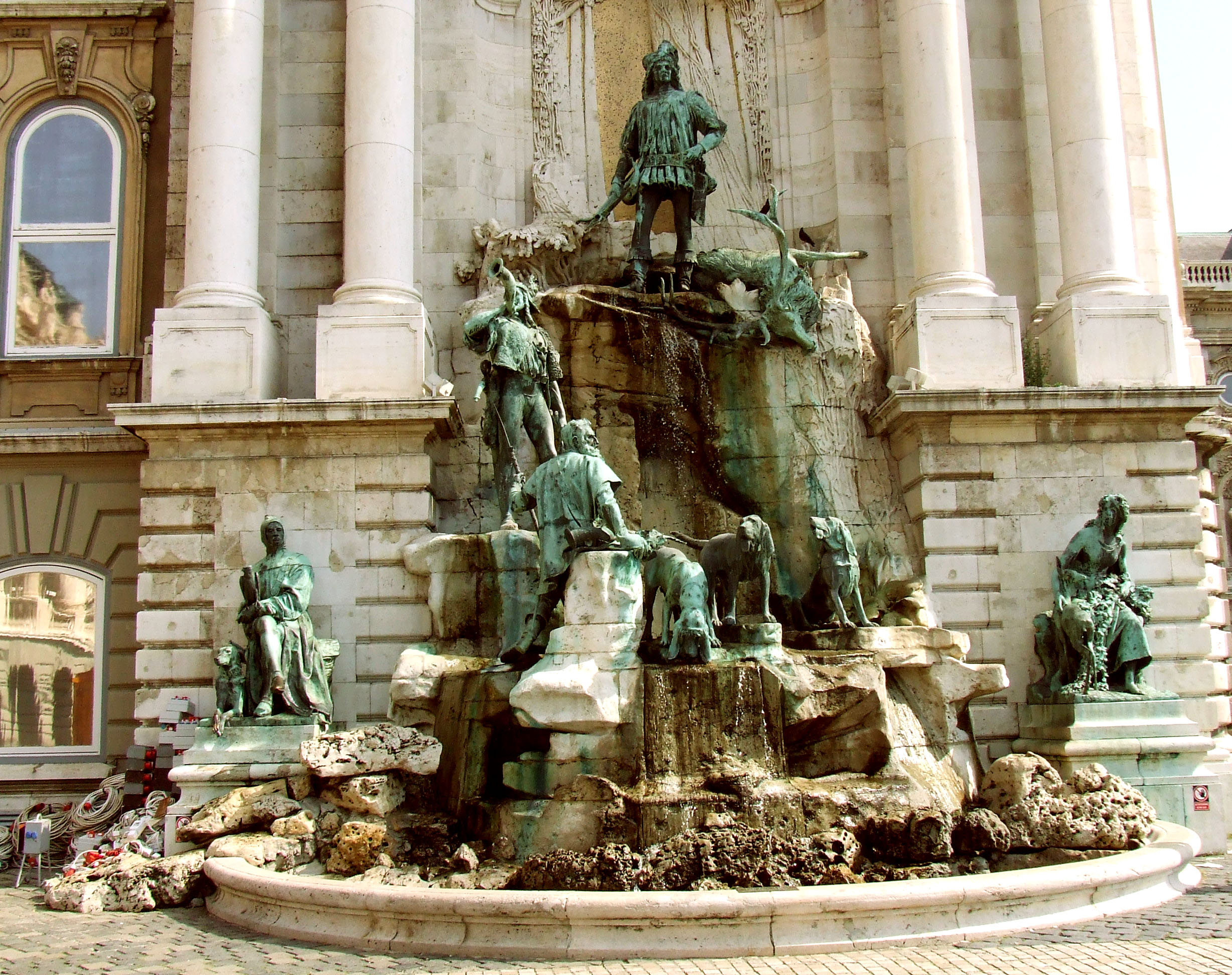
A Mátyás-kút a Hunyadi udvar szélén, Strobl Alajos alkotása (1904)
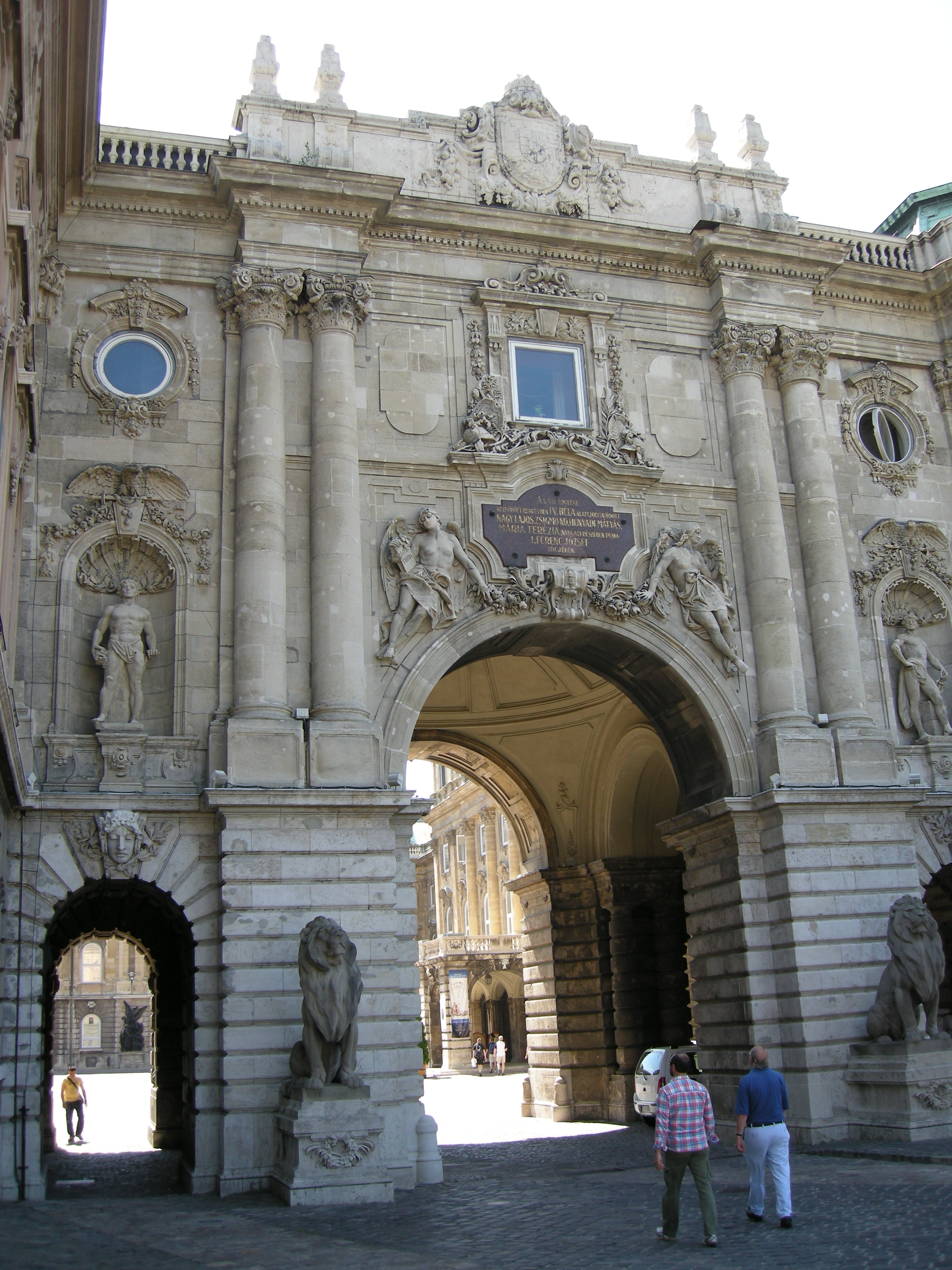
Bejárat az Oroszlános udvarba a Hunyadi udvar felől
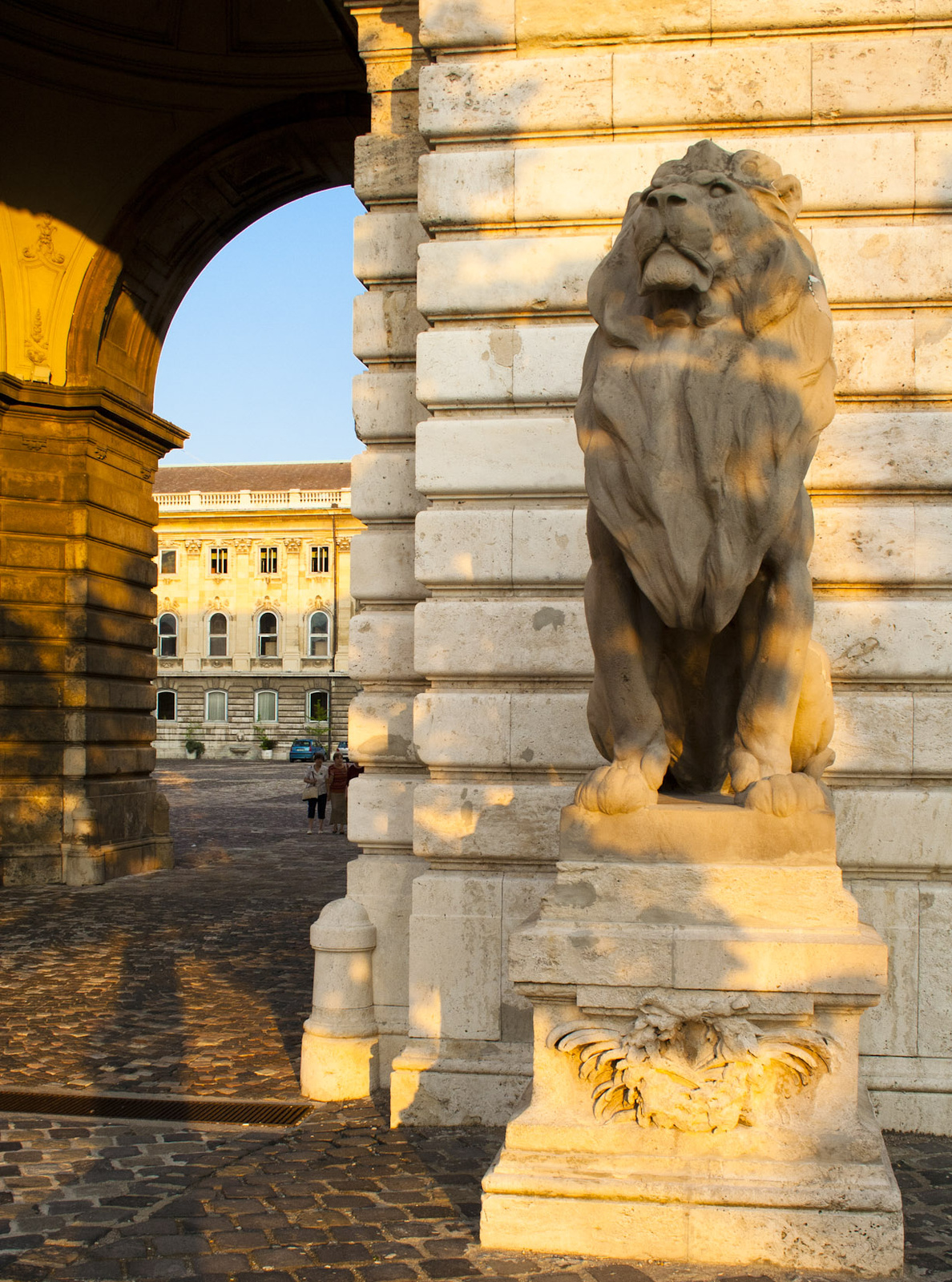
Oroszlán-szobor
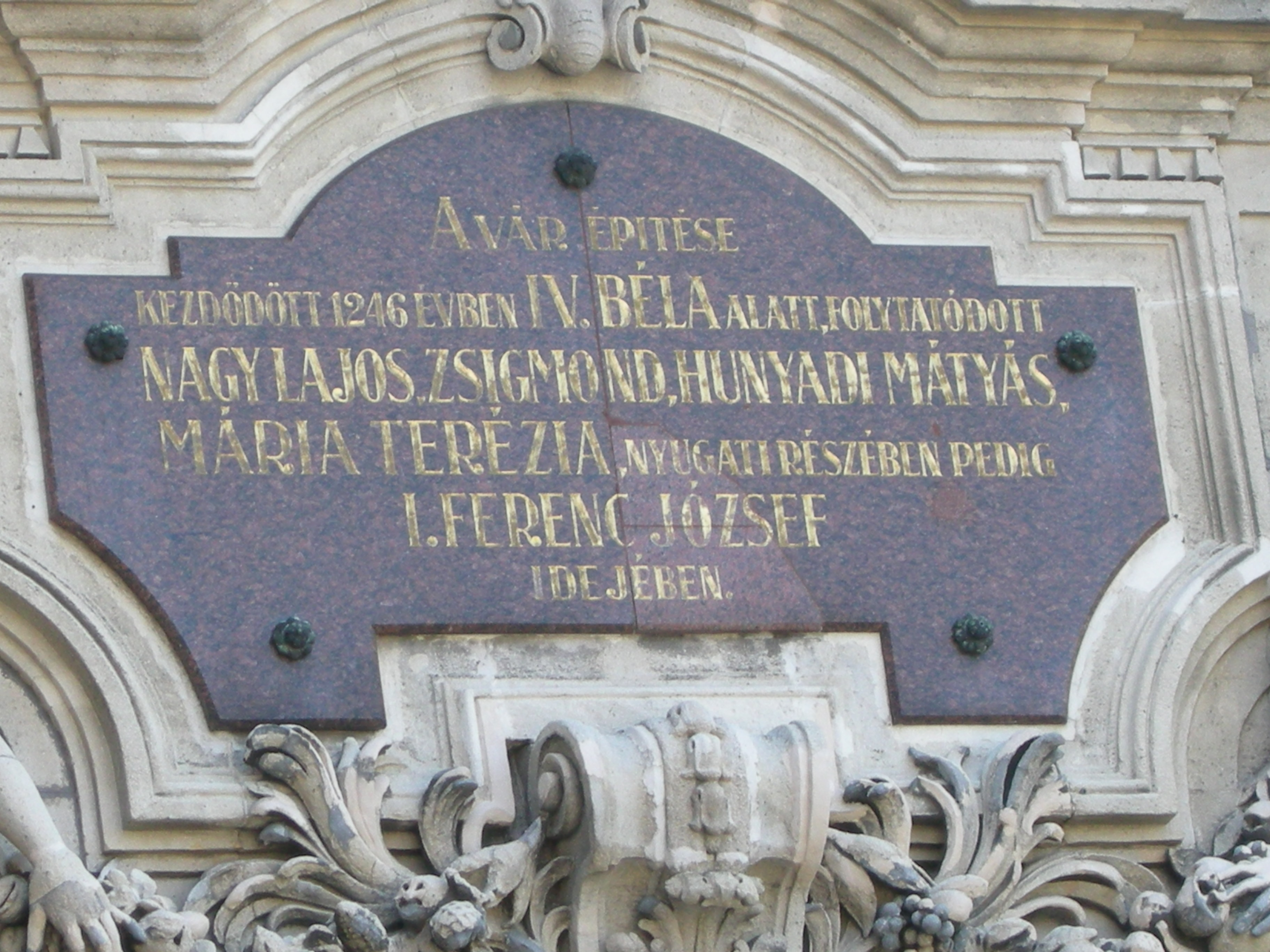
Emléktábla az Oroszlános udvar kapuja fölött

### Oroszlános udvar
A palota belső udvara.

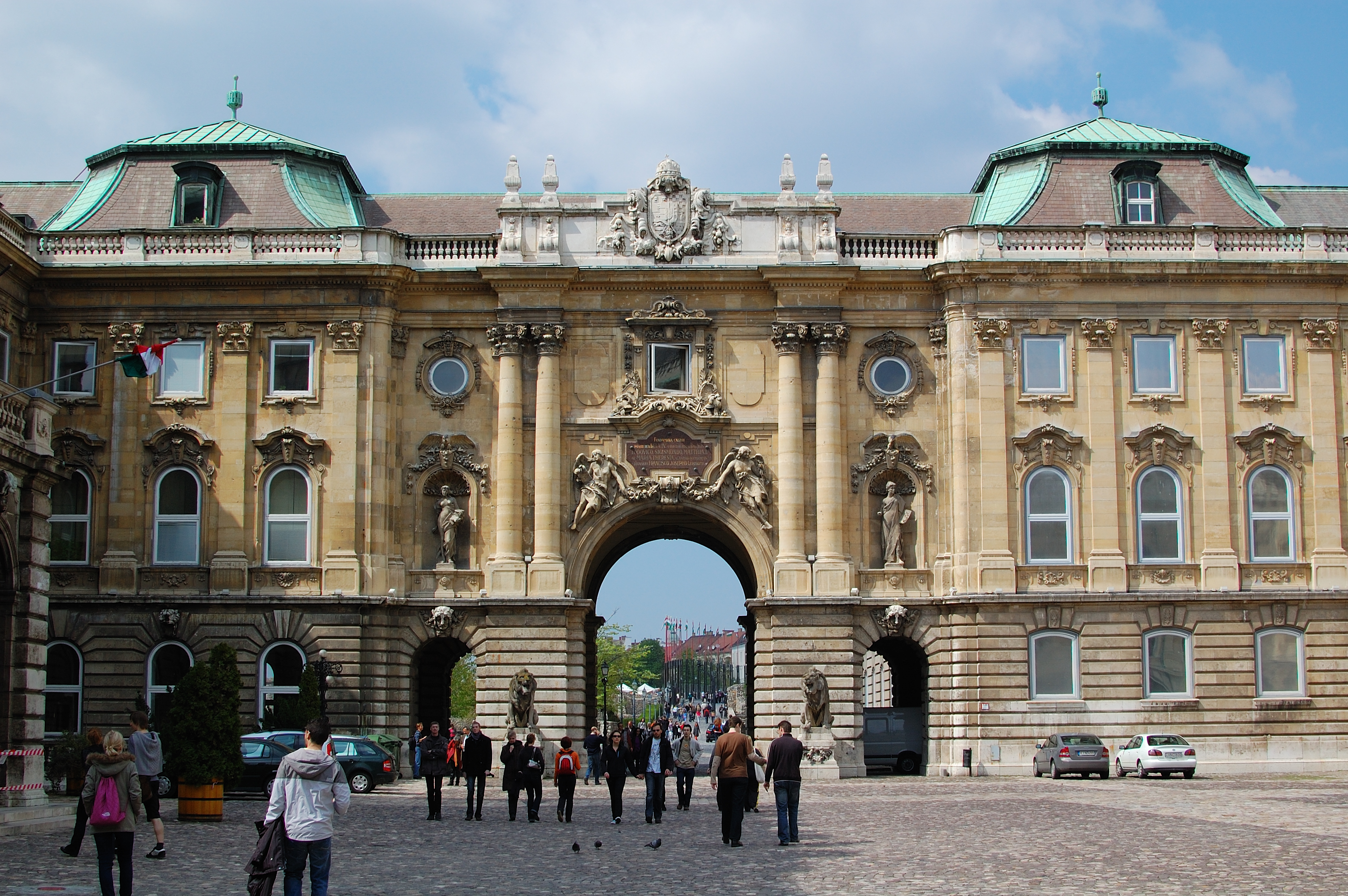
Kijárat az Oroszlános udvarból a Hunyadi udvarba
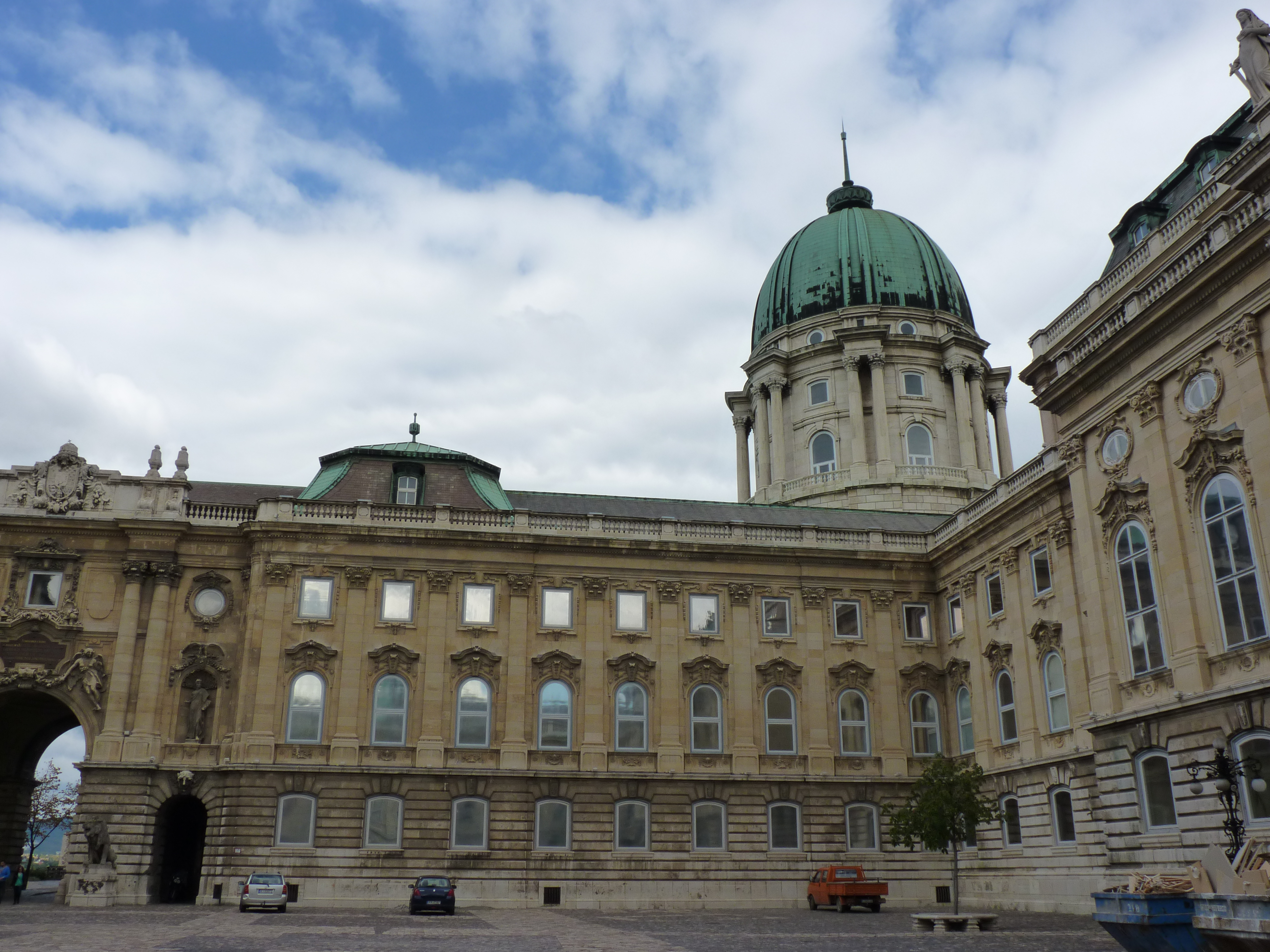
Az Oroszlános udvar és a kupola
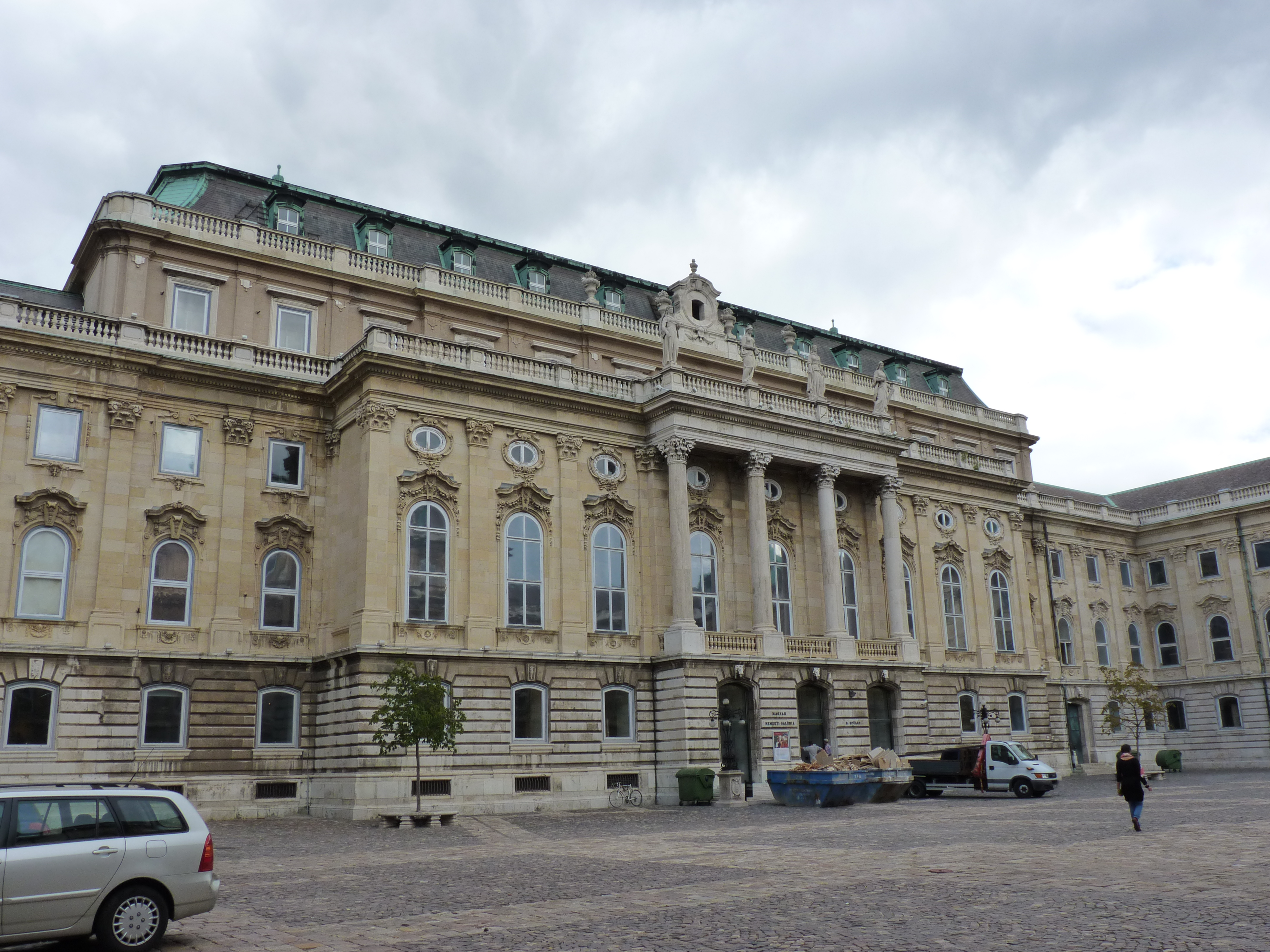
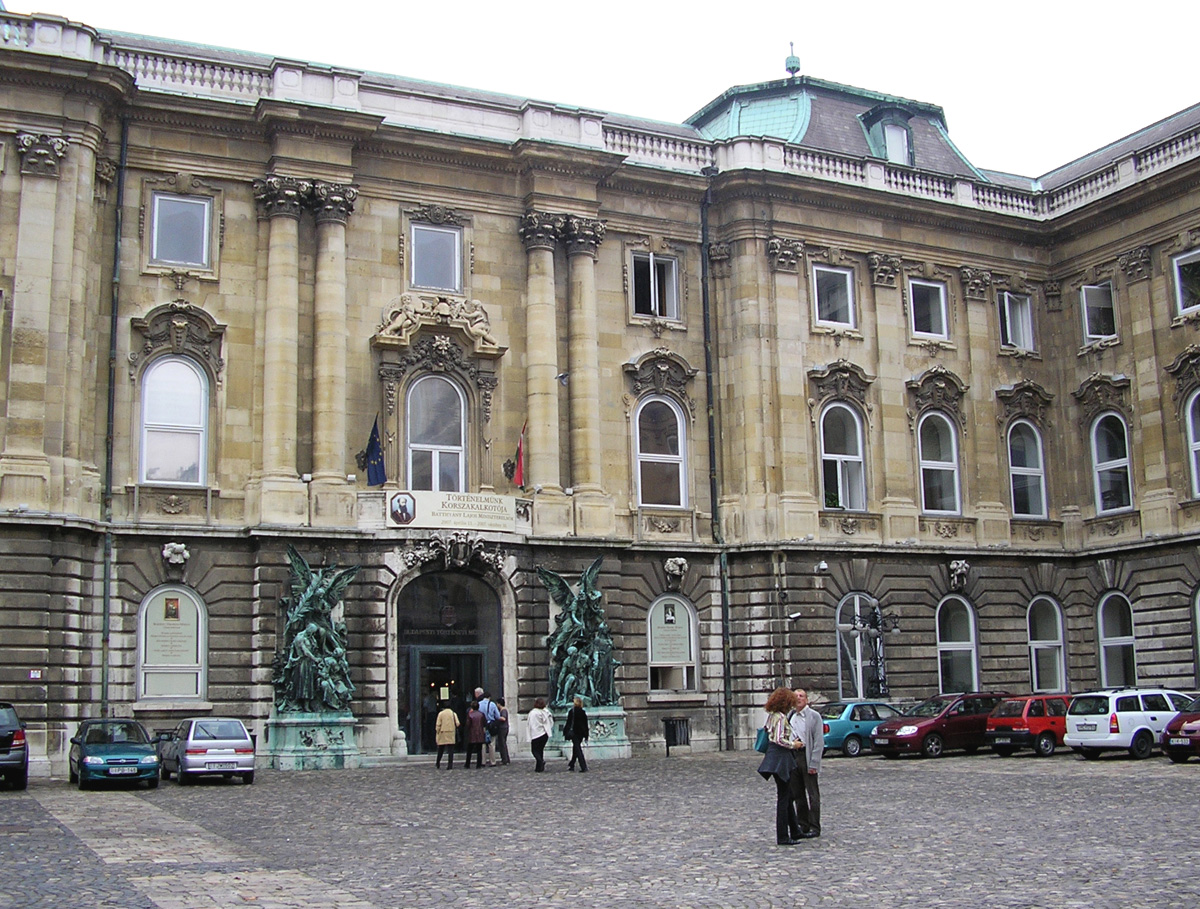
A Budapesti Történeti Múzeum bejárata mellett a „Béke” és a „Háború” allegorikus szobrai Senyei Károly alkotásai
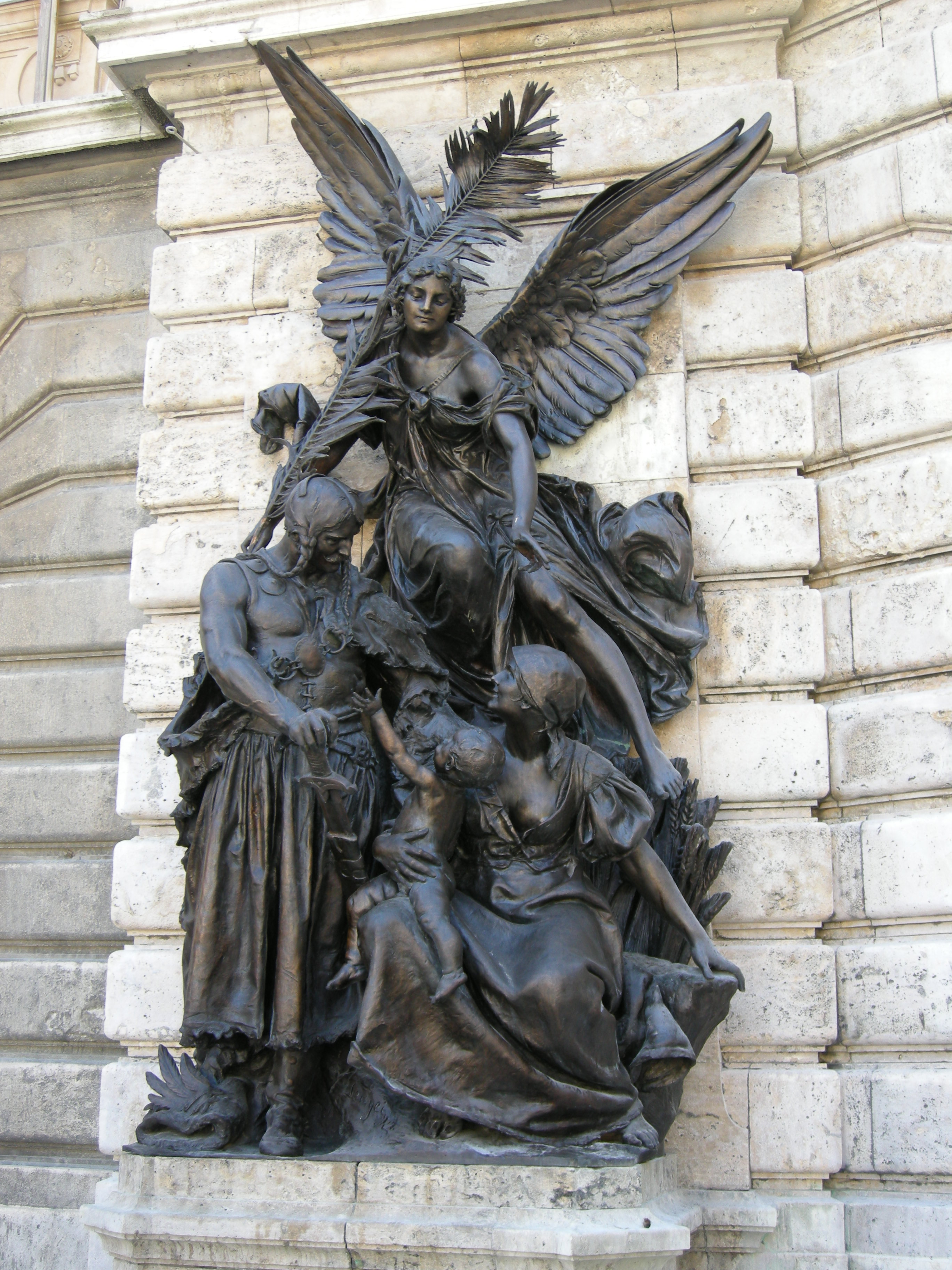
„Béke”
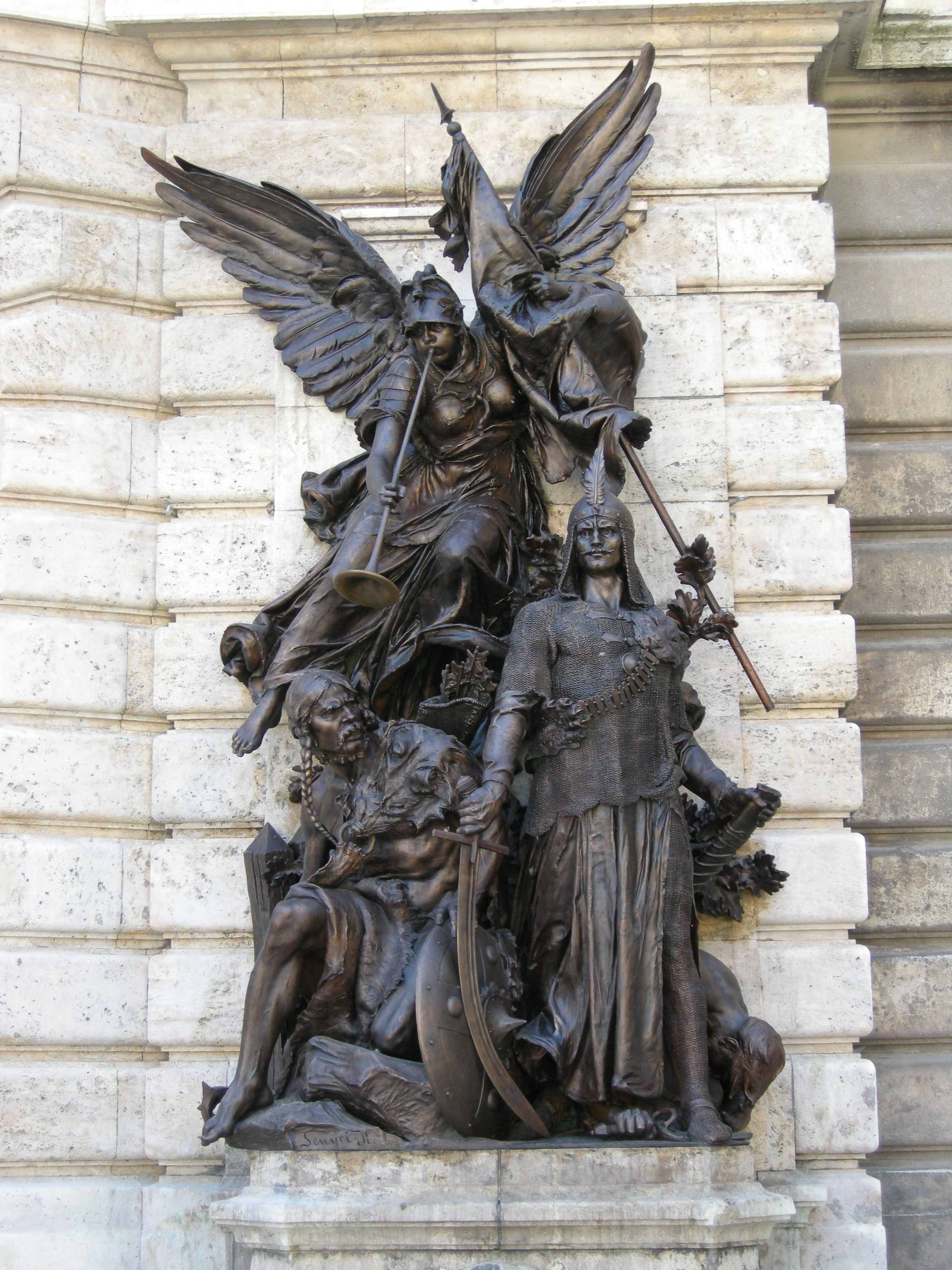
„Háború”
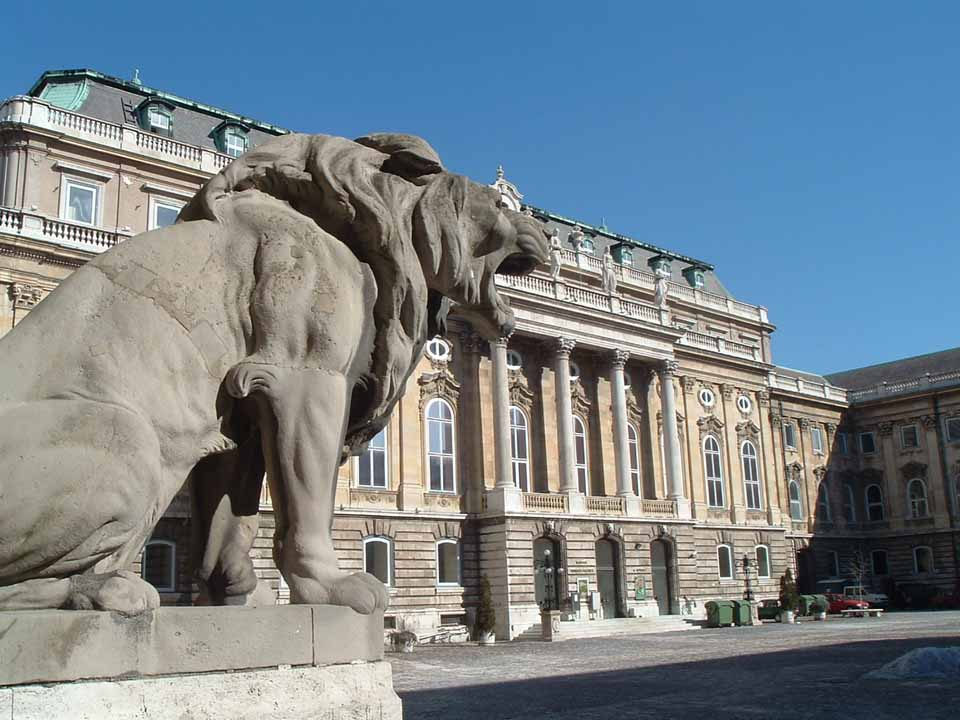
Az Oroszlános udvar nappal
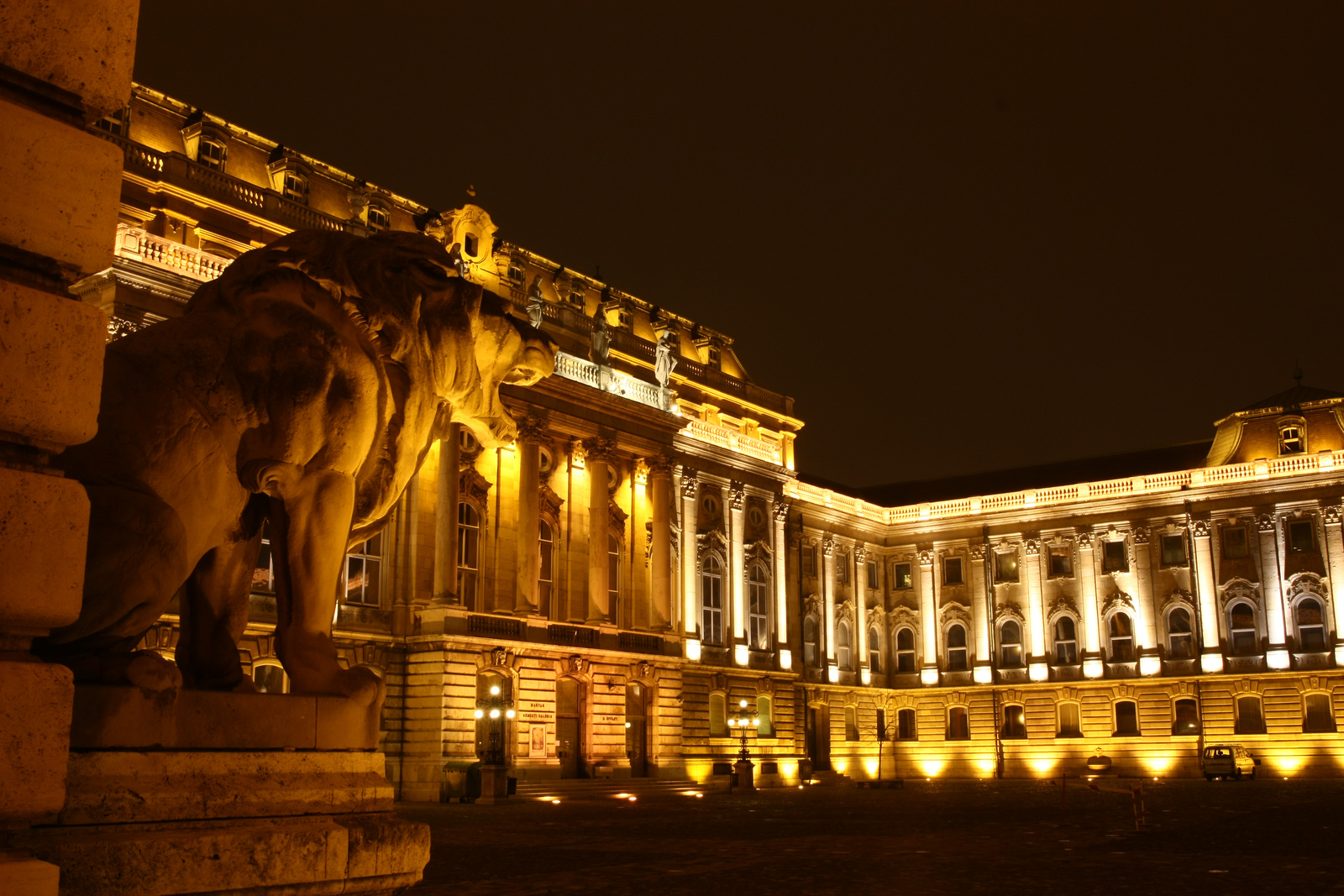
Az Oroszlános udvar éjjel
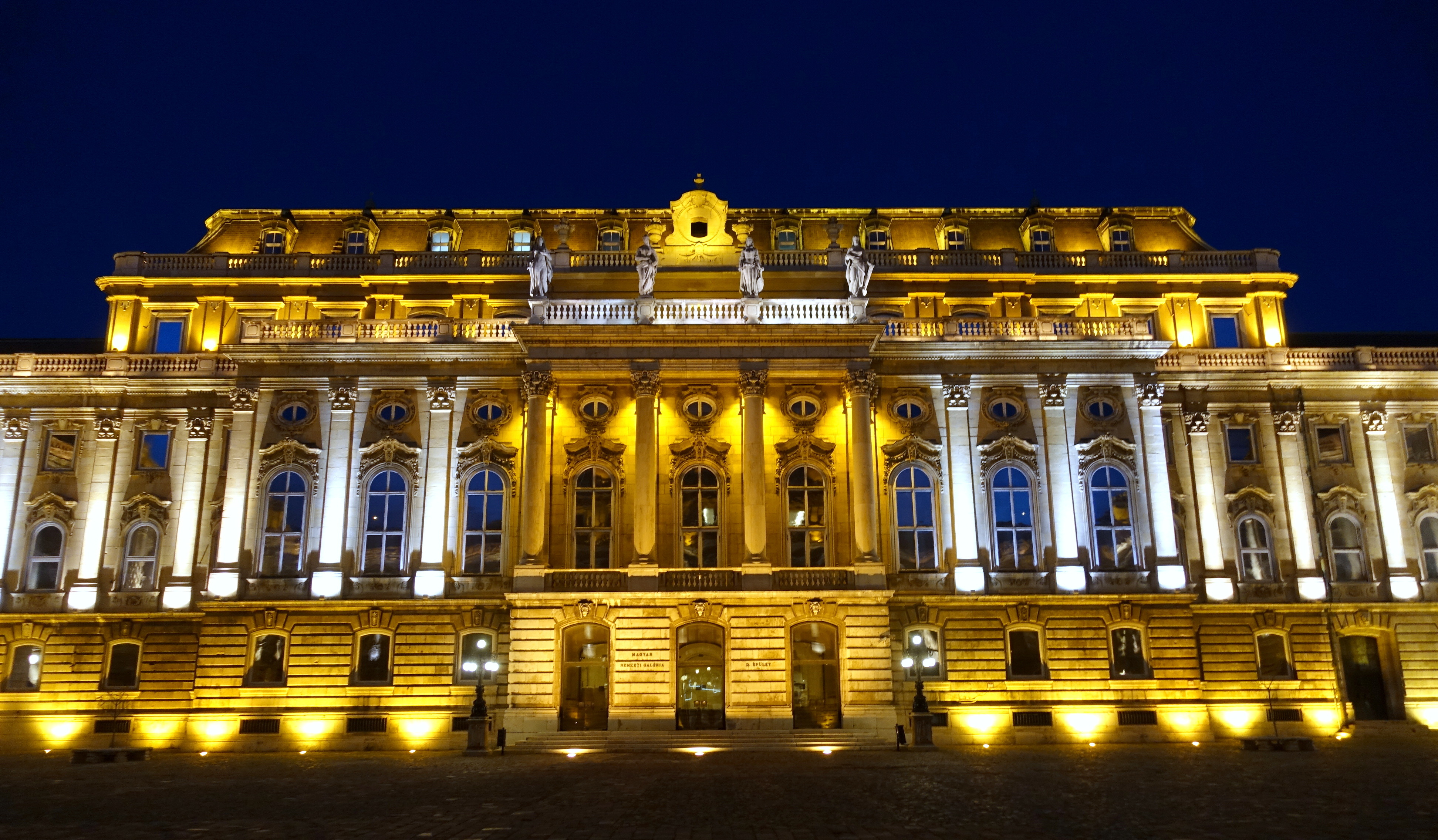
Budavári Palota, Oroszlános udvar
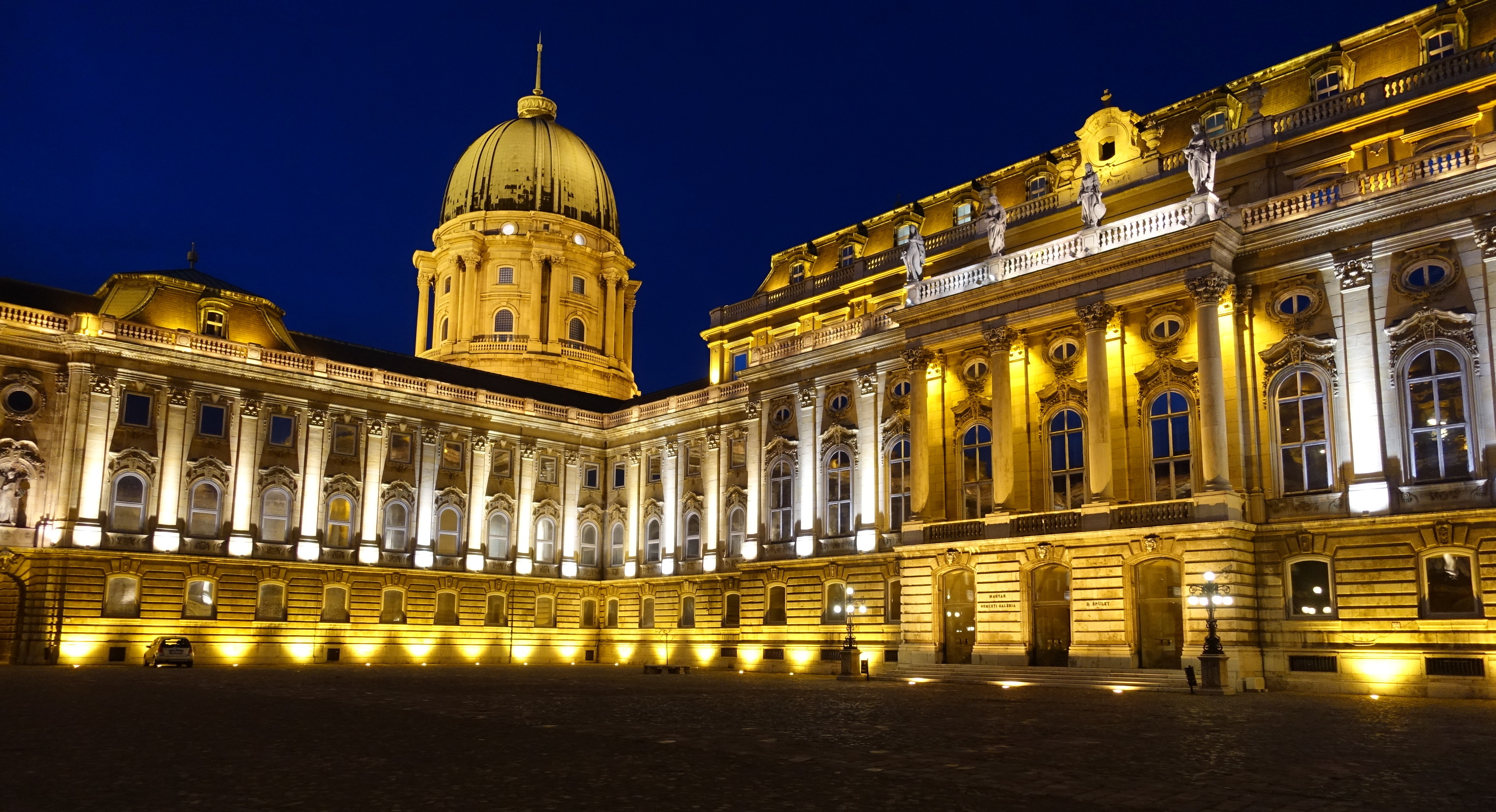
Budavári Palota, Oroszlános udvar
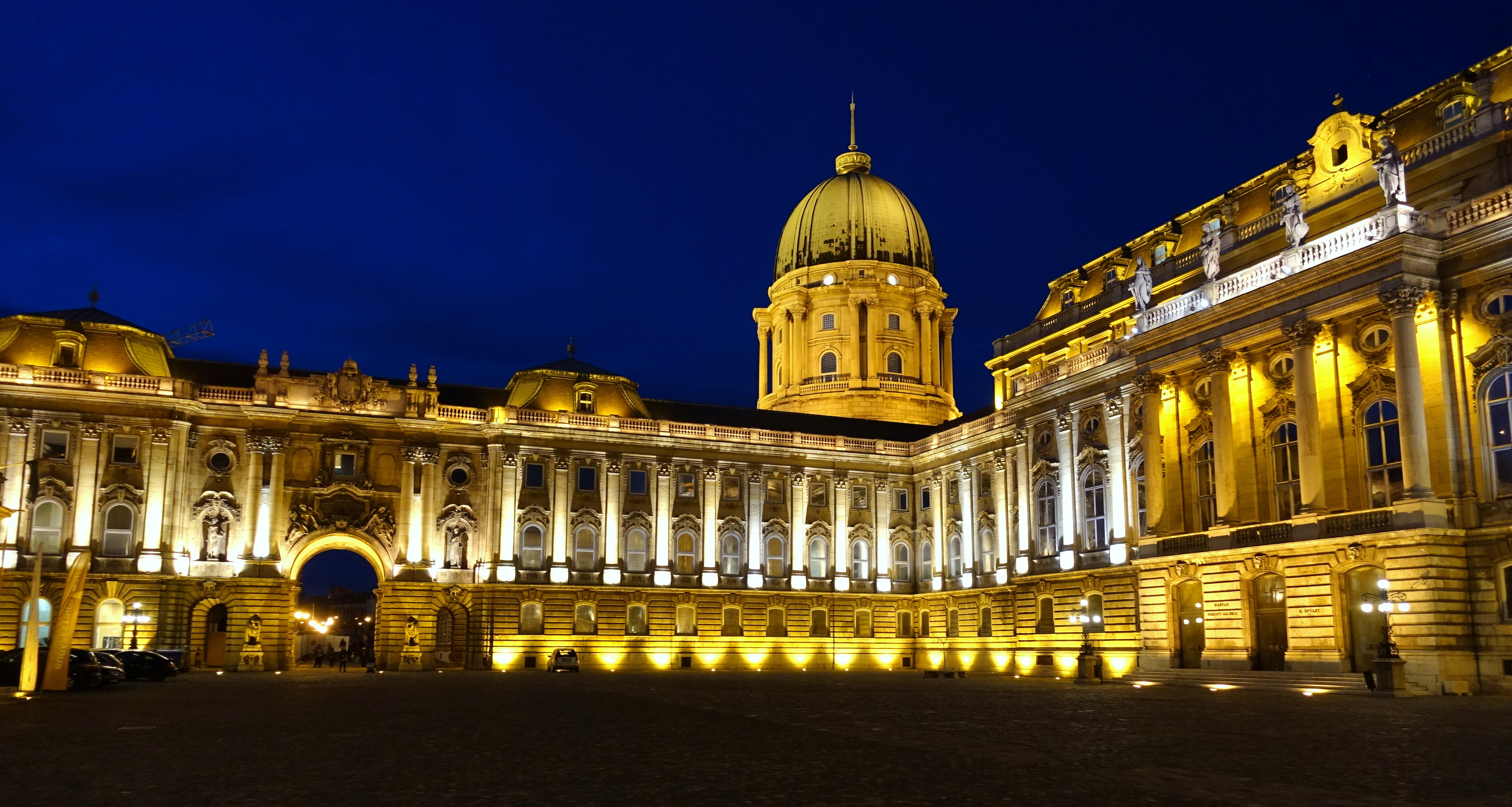
Budavári Palota, Oroszlános udvar

### Egyéb

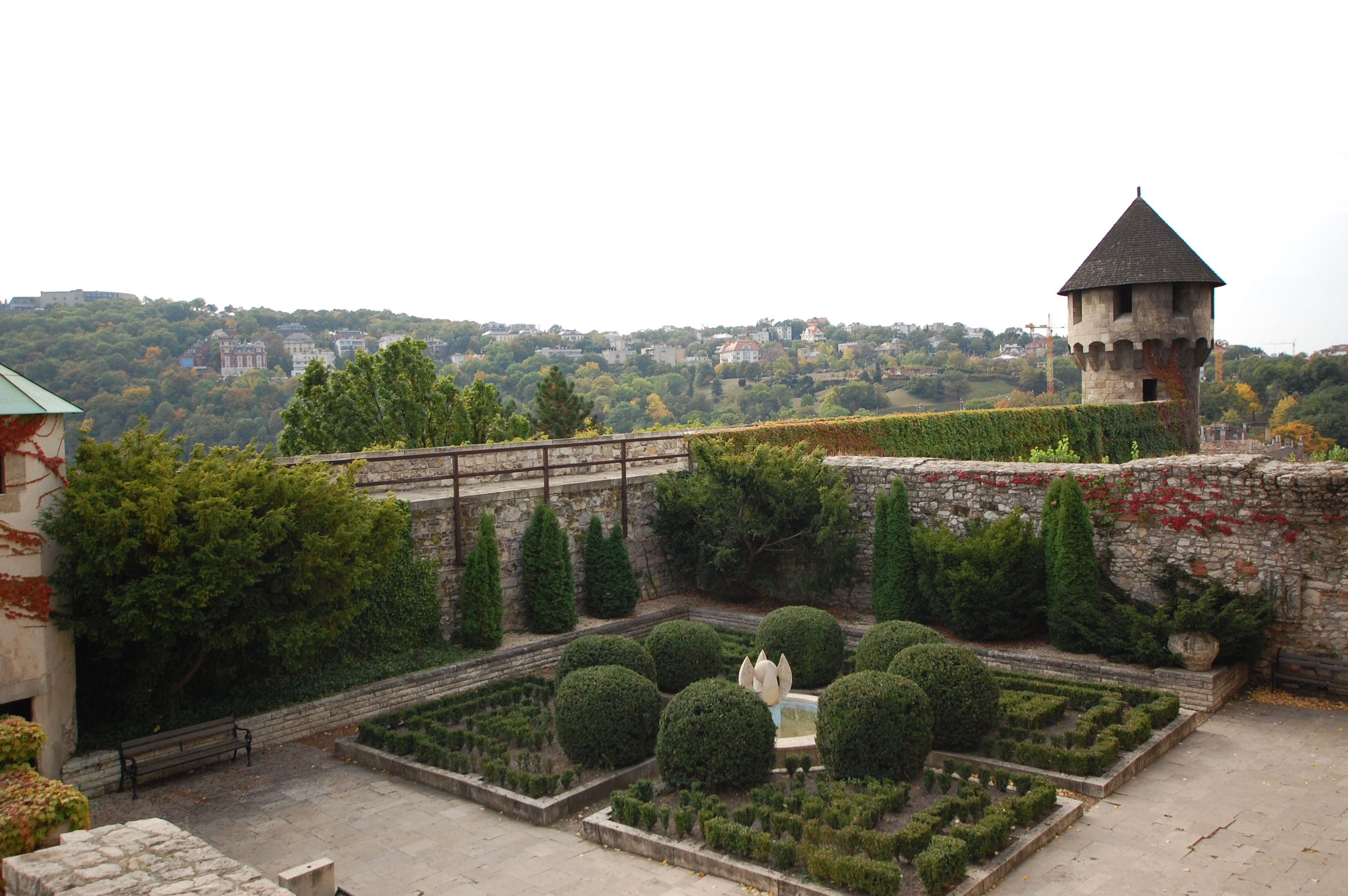
A déli zárt kert és a buzogánytorony
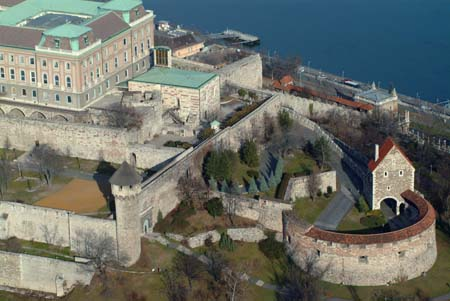
A palota déli része, a királyi kertek, a buzogánytorony és a nagy rondella

### Éjszakai képek

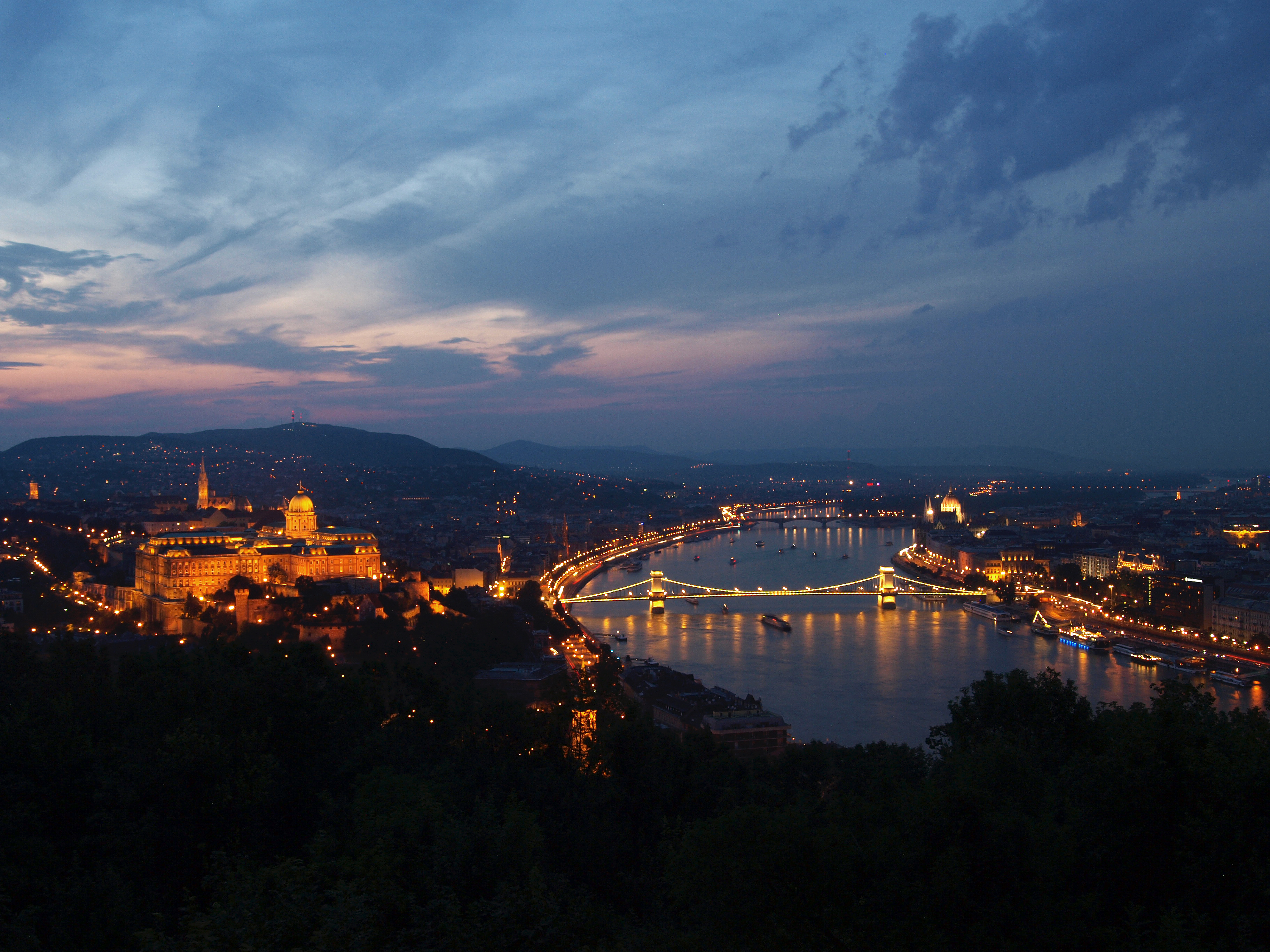
A Várhegy a Gellért-hegyről nézve
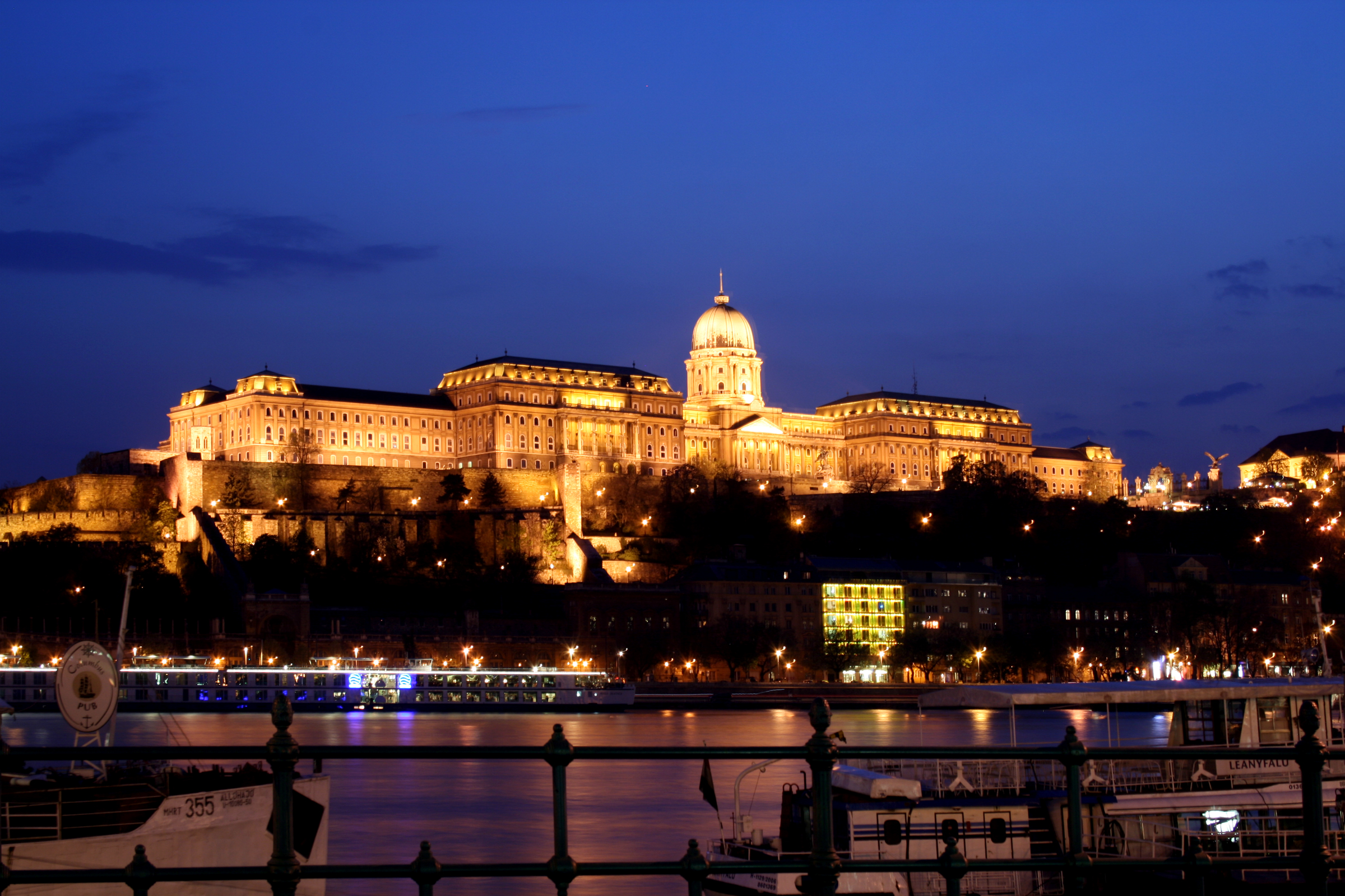
A palota a pesti oldalról nézve
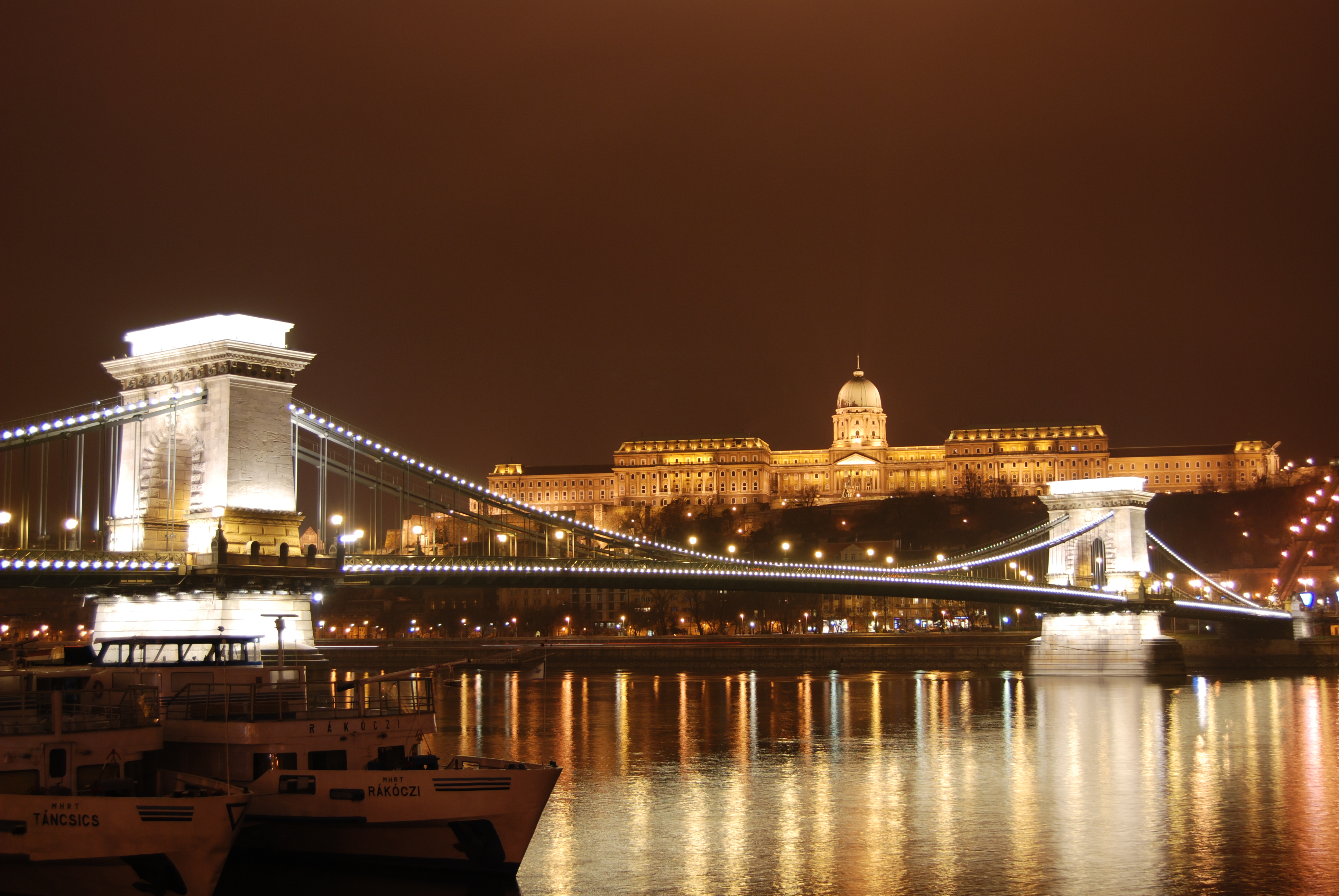
A palota és a Lánchíd éjjel
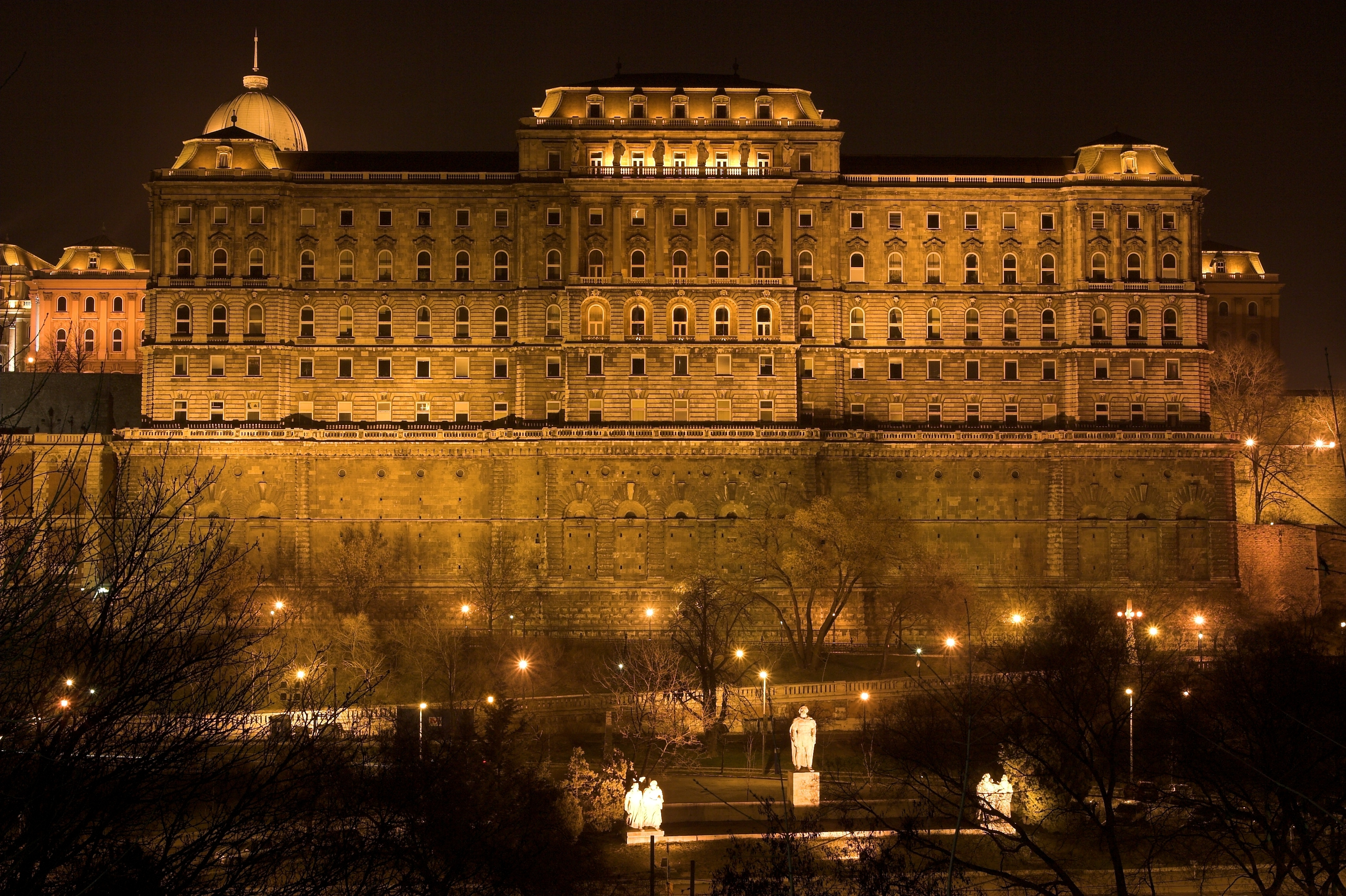
Az Országos Széchényi Könyvtár látképe a Dózsa György tér felől